# Parc national Tierra del Fuego
Pour les articles homonymes, voir Tierra del Fuego (homonymie).
Le parc national Tierra del Fuego (en espagnol : Parque Nacional Tierra del Fuego) est un parc national d'Argentine créé en 1960, dans le but de sauvegarder et de préserver un milieu naturel, sa faune et sa flore d'un territoire montagneux de type sub-antarctique. Le parc d’une superficie de 63 000 hectares, est situé au sud-ouest de la province argentine de Terre de Feu, Antarctique et Îles de l'Atlantique Sud, en Patagonie, à 10 kilomètres environ à l'ouest du centre-ville d'Ushuaïa. C'est le parc national le plus austral d'Argentine. Le relief est principalement montagneux et présente une partie côtière donnant sur le canal Beagle. Son point le plus haut culmine à 1 470 mètres. Ouvert au public sur seulement 2 000 hectares, le parc a accueilli près de 260 000 visiteurs en 2009.

## Géographie

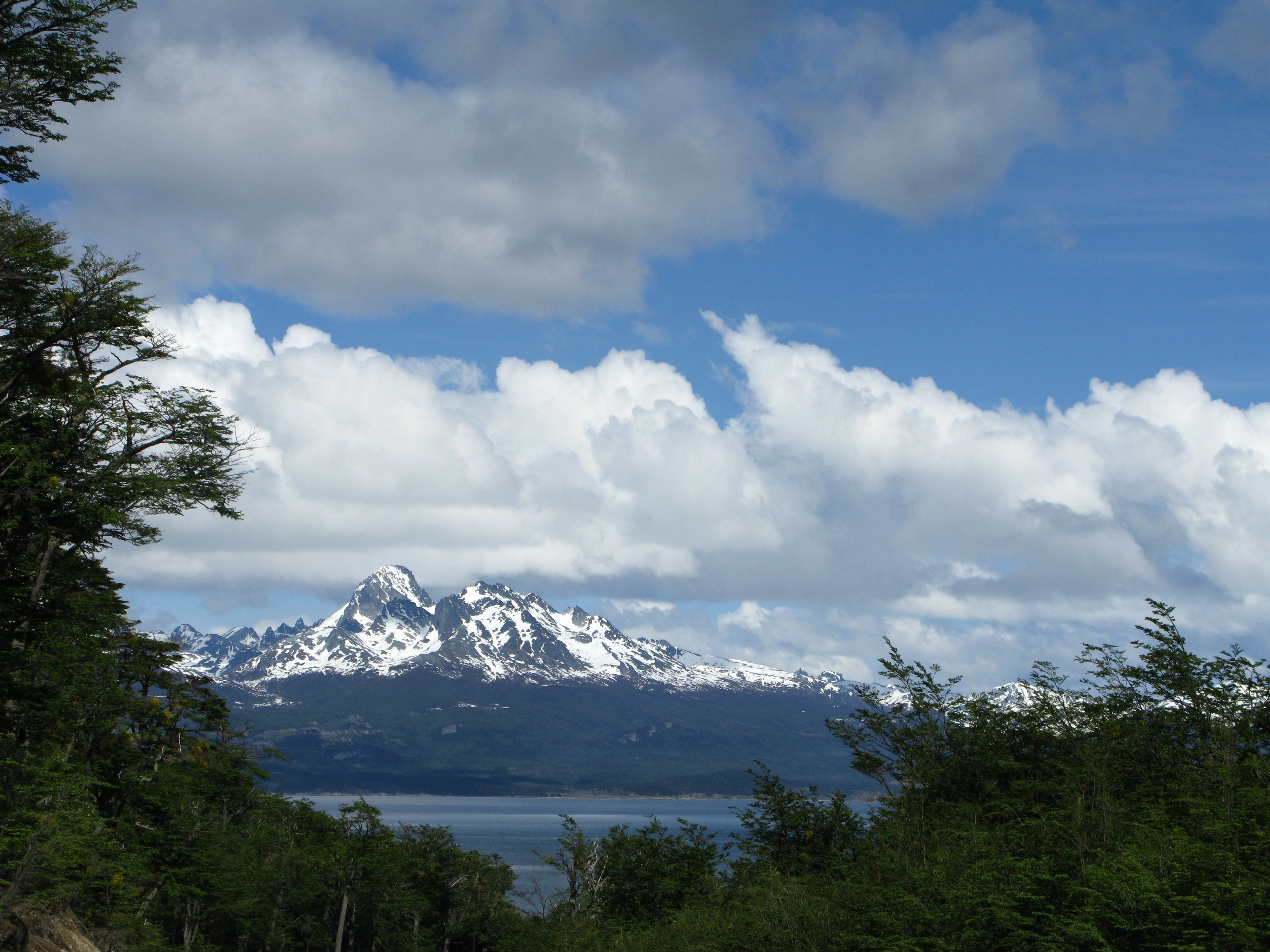
Vue des Montes Sampaio, île Hoste (Chili)

C'est un espace naturel enclavé au nord du lac Fagnano, par le massif montagneux de la Sierra de Inju Gooyin et de Beauvoir ; au sud, par le canal Beagle ; à l'ouest, par la frontière chilienne et à l'est, par les massifs des cerros Martial et Vinciguerra. De forme rectangulaire orientée nord-sud, le parc mesure quelque 50 km de longueur et entre 10 et 15 km de largeur. Il possède une superficie totale de 63 000 hectares dont seulement 2 000 accessibles au public,. En tant que premier parc national du littoral argentin, il a la particularité d'avoir six kilomètres de côtes le long du canal Beagle et ainsi de préserver un écosystème marin. Son point culminant est le cerro Vinciguerra (1 470 m).

### Relief
Le parc présente un relief montagneux composé de vallées glaciaires — dont des vallées suspendues (vallée de la Oveja) — profondes et humides composées d'étendues et de cours d'eau ainsi que de tourbières. Le paysage accidenté s'explique par la proximité occidentale de la cordillère Darwin — qui correspond à la partie méridionale de la cordillère des Andes — qui s'estompe en altitude petit à petit en se courbant vers l’est. Les plus hauts sommets avoisinent les 1 000 m à 1 200 m sans toutefois dépasser les 1 470 m du mont Vinciguerra — le point culminant du parc — qui se situe dans la chaîne éponyme la plus importante du parc. La géomorphologie est marquée par la dernière glaciation du Quaternaire et par la période interglaciaire du Holocène qui s'ensuit. Des études ont montré que durant la Pléistocène, toute la Terre de Feu était recouverte d'un champ de glace ayant jusqu'à 1 200 m d'épaisseur, parcouru de courants glaciaires qui ont formé le canal de Beagle ou le lac Fagnano. On peut donc observer différents types de moraines dont la tillite et d'autres reliques comme des drumlins, des kames et des roches moutonnées,. Les parties sommitales des montagnes de plus de 1 000 m ont été les moins touchées par l’érosion glaciaire, ce qui explique leur aspect davantage abrupt et aigu. Les zones côtières marines et lacustres présentent un paysage beaucoup moins accidenté composé de baies et d’anses abritées des vents aux écotones diversifiés.

### Géologie

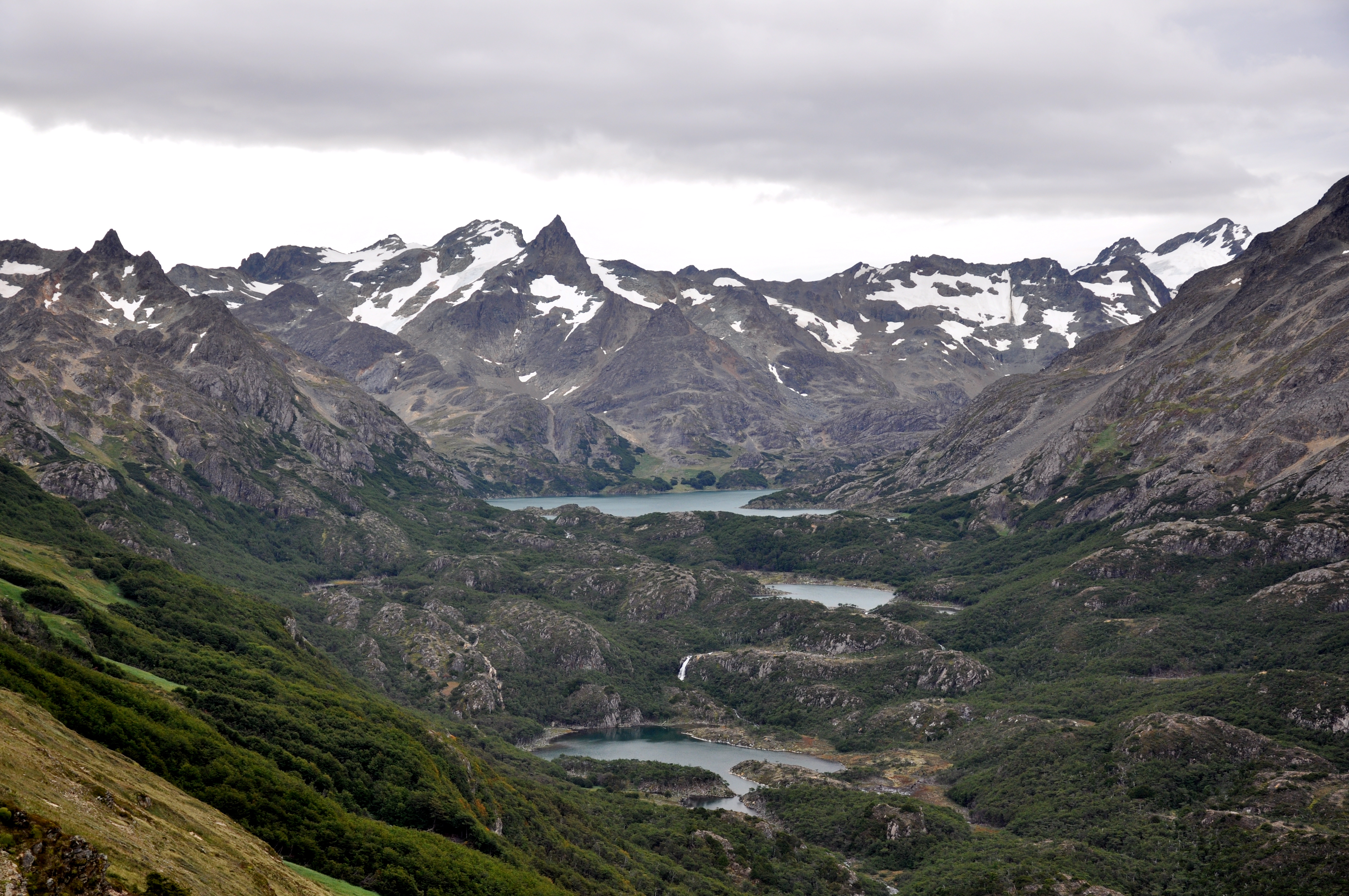
Les lacs Escalonadas

La géologie du parc est intimement liée à l’orogenèse Mésozoïque-Tertiaire de la cordillère des Andes qui résulte de la tectonique des plaques en subduction de la croûte océanique sous la plaque sud-américaine. Plus particulièrement pour la partie patagonienne, le soulèvement est dû aux mouvements de la plaque Nazca et de la plaque Antarctique — deux plaques tectoniques océaniques qui s'écartent l'une de l'autre — qui glissent sous la plaque continentale sud-américaine. La dorsale du Chili est également en subduction sous la plaque sud-américaine.

### Hydrographie
Le Río Pipo est une des principales rivières du parc. Celui-ci est traversé par des cours d'eau comme le Río Carbajal, les Arroyos Desaguadero, Jordán et Grande. Bien que de nombreuses étendues d'eau ne portent pas encore de noms officiels, on note la présence des lacs de type glaciaire dont les lacs Alto, Superior, Caminante, Escalonadas, Negra et Cecilia mais il inclut seulement partiellement le lac Roca sur environ 10 km de rives ainsi que le lac Fagnano — un ancien courant glaciaire —  sur environ 35 km de rives.

### Climat

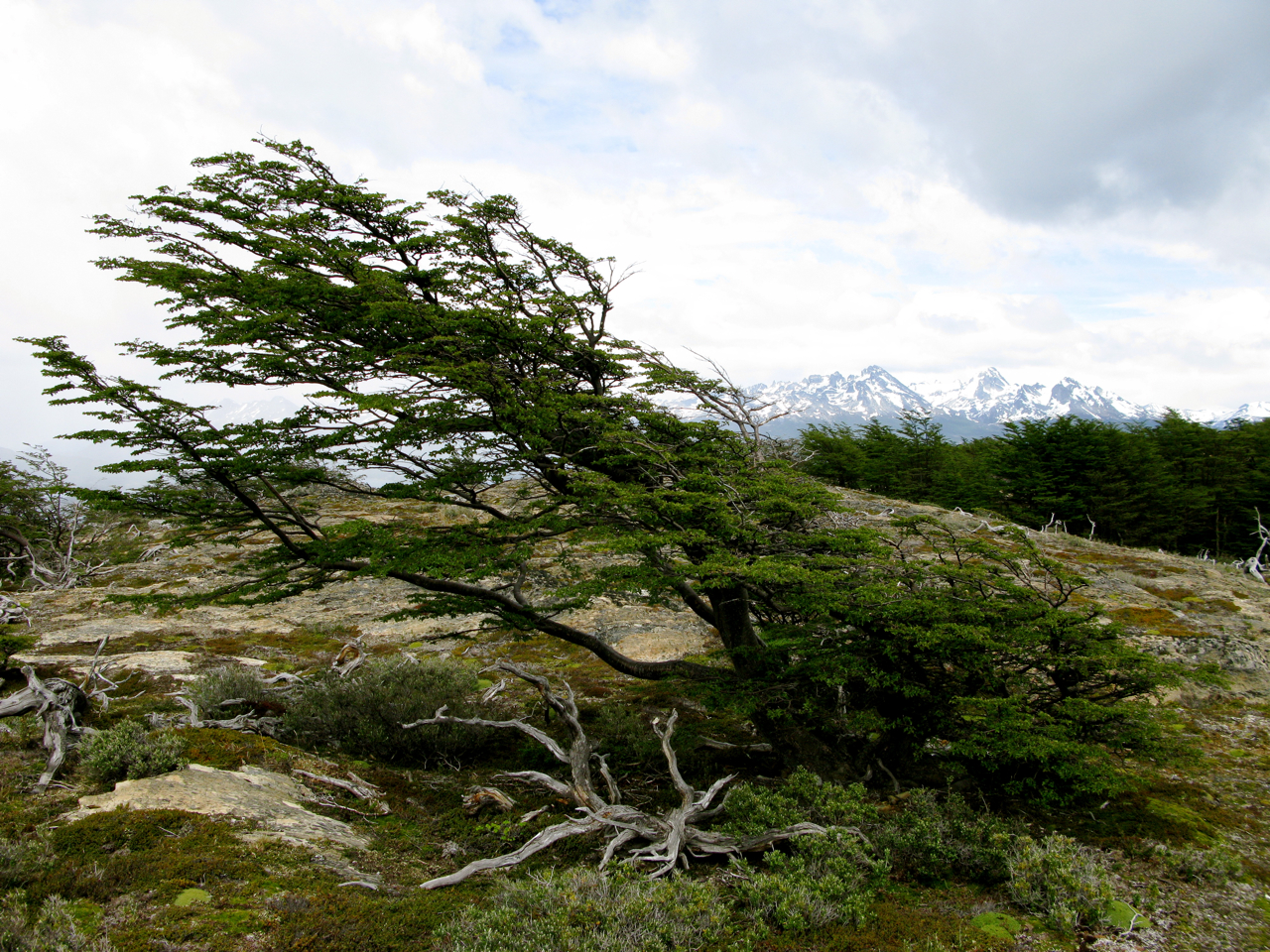
Action du vent sur un hêtre de Magellan (Nothofagus betuloides).

Le climat de la région est subpolaire océanique, c'est-à-dire froid sans être polaire et humide ainsi que sans période véritablement sèche. Cela détermine un climat uniforme qui fait que les températures ne sont ni très hautes ni très basses. Adoucie par ces influences des flux océaniques du Pacifique Sud, la température moyenne en hiver est comprise entre −2 °C et de 4 °C. Entre 6 °C et 14 °C en été. Les vents dominants sont, par conséquent, orientés plus principalement sud-ouest et ouest sud-ouest mais aussi mais plus modérément nord-ouest et nord nord-ouest qui amène un vent plus chaud. Un vent souffle régulièrement tout au long de l’année mais est surtout soutenu durant l’été austral durant lequel il atteint parfois les 144 km/h. Le parc subit les assauts de vents violents et soudains appelés les williwaws de type catabatique. Le 28 juin 2001, il a été enregistré un vent jusqu'à 207 km/h, le 23 décembre 2004, 215 km/h et le 7 avril 2005, 222 km/h. Les précipitations moyennes annuelles sont de 556 mm. Les périodes automnales (mars-avril) sont les plus pluvieuses mais la pluviométrie reste constante tout le long de l’année. Les chutes de neige peuvent se produire toute l’année mais elles ne sont pas toujours persistantes. Avec une trentaine de jours par an de neige persistante, celle-ci, balayée par les vents en hauteur, se cumule dans les fonds de vallées. Il existe des névés principalement sur les faces des montagnes non exposées aux rayons du soleil, c'est-à-dire les faces Sud.
À défaut de station météorologique au cœur du parc national, les données météorologiques d'Ushuaïa située à environ 10 kilomètres, indiquent néanmoins une tendance du climat du parc :
| Mois                              | jan. | fév. | mars | avril | mai  | juin | jui. | août | sep. | oct. | nov. | déc. | année |
| --------------------------------- | ---- | ---- | ---- | ----- | ---- | ---- | ---- | ---- | ---- | ---- | ---- | ---- | ----- |
| Température minimale moyenne (°C) | 5,7  | 5,2  | 3,5  | 2,1   | 0,1  | −1,3 | −1,4 | −1   | 0,5  | 2,3  | 3,9  | 4,9  | 2     |
| Température moyenne (°C)          | 9,2  | 9,1  | 7,7  | 5,6   | 3,2  | 1,6  | 1,5  | 2,1  | 3,9  | 6,1  | 7,4  | 8,6  | 5,5   |
| Température maximale moyenne (°C) | 15   | 14,1 | 12,4 | 9,8   | 6,3  | 4,6  | 4,5  | 6,1  | 8,8  | 11,1 | 12,9 | 13,4 | 9,9   |
| Précipitations (mm)               | 52,1 | 49,8 | 54   | 52,5  | 49,8 | 47,4 | 42   | 44,6 | 38,5 | 36,1 | 41,7 | 46,7 | 555,9 |
| Nombre de jours avec neige        | 0    | 0    | 1    | 2     | 2    | 4    | 7    | 5    | 5    | 3    | 1    | 0    | 30    |

## Toponymie
Tierra del Fuego signifie littéralement « terre de feu ». Le parc porte le nom de la province, Terre de Feu, Antarctique et Îles de l'Atlantique Sud par laquelle il est administré et le nom de l'île, grande île de la Terre de Feu, sur laquelle il se situe ainsi que de son archipel éponyme. Également nommée « Terre des feux », l'origine du nom est sujet à spéculation. Découvertes par l'Européen Fernand de Magellan en 1520, ses terres furent nommées ainsi par celui-ci selon le seul témoignage écrit du chroniqueur Antonio Pigafetta. Les Amérindiens Selknams nommaient leur territoire « Karukinka » que l'on traduit par « notre Terre ».

## Histoire

### Premiers peuplements

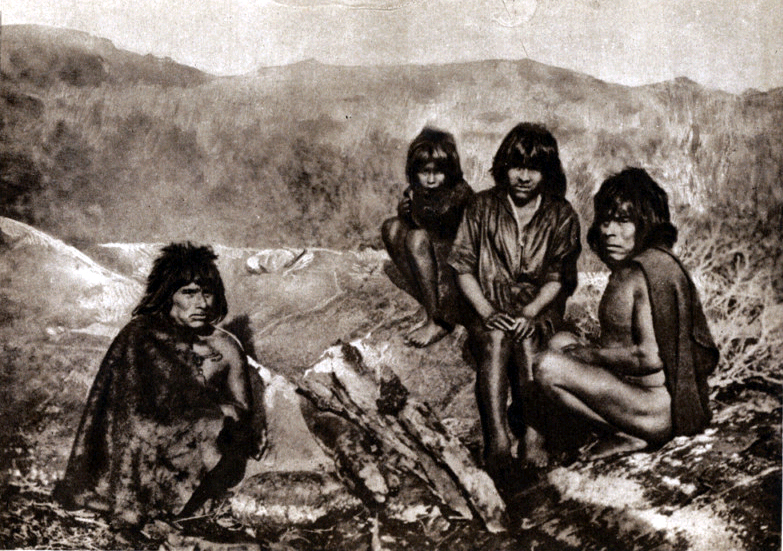
Yamanas photographiés en 1920.

La Terre de Feu est habitée au nord depuis environ 10 500 à 11 000 ans. Les rives du canal de Beagle, quant à elles sont habitées que depuis 7 000 ans. Les premiers habitants sont quatre peuples amérindiens que l'on peut distinguer en deux groupes. Le premier groupe est composé de deux peuples de chasseurs à pied, les Selknams et les Mánekenks (ou Haushs) qui vivaient pour les premiers la partie Nord de la Terre de Feu et pour les seconds, sa partie orientale (péninsule Mitre). Le deuxième groupe est composé des deux autres peuples de pêcheurs en canoë, les Yagans  (ou Yámanas)  et les Alakalufs (ou Kawésqars) qui vivaient le long des rives des canaux de Terre de Feu ainsi que de ses îles. Ces peuples peu nombreux étaient des nomades chasseurs-cueilleurs. On retrouve des traces archéologiques sur la partie côtière du parc national laissées par les Yamanas, appelées « conchales » ou « concheros ». Ces amas coquilliers sont des monticules souvent circulaires d'accumulation principalement de coquilles, de carapaces de mollusques et de crustacés, mais aussi de morceaux de bois brûlé ainsi que d'os de mammifères marins — comme les otaries à crinière ou à fourrure australe — qui composaient principalement leur régime alimentaire. Y ont été retrouvées également des têtes de flèches et de harpons qui confirment leur présence dans le parc. Les sites de vie — estimée à 200 dans le parc — composés de huttes précaires se situaient dans leur grande majorité à l'intérieur de baies profondes à plus de 300 mètres du canal Beagle principalement situées dans le secteur de la baie Lapataia et l'archipel Cormoranes.

### Arrivée des explorateurs, des missionnaires et des colons
La première rencontre avec les Européens se déroule février 1624 en la baie Nassau avec les marins de la flotte de Jacques L'Hermite. Elle se termine dans le sang avec la mort de cinq de ces hommes. Fitz Roy fera deux voyages dans la région au contact avec les natifs. C'est à la fin des années 1870 que l'exploration maritime s'intensifie dans la région avec en 1882 l'expédition de l'explorateur italien Giacomo Bove, entre 1882 et 1883 avec l'expédition pluridisciplinaire française de la mission scientifique du cap Horn sur le bâtiment de la marine française La Romanche commandé par le capitaine Louis-Ferdinand Martial. Les contacts s'intensifient avec les missions anglicanes notamment celle de Thomas Bridges, celle de la mission salésienne d'Alberto María De Agostini ou bien celle de Martin Gusinde.

### Période moderne
Le parc est créé en 1960 par le décret 15.554, d’une superficie de 63 000 hectares dont le but est de préserver et conserver une partie de l’écosystème le plus austral du pays composée de forêt sub-antarctique.
Deux ans après la création du parc, le gouverneur Manuel Campos lance la construction d'un établissement hôtelier afin de répondre la demande d'hébergement touristique. Celui-ci sera baptisé « hôtel national Alakush » — nom yamana pour désigner le canard vapeur — et inauguré le 9 janvier 1965 avec une capacité de 30 lits. Il sera laissé à l'abandon à la suite d'un incendie survenu le 17 mai 1988. En 1968, le premier logement avec un bureau destiné à son intendant Sr. Jorge Reynoso est construit, la route no 3 est terminée ainsi qu'un bâtiment en bois à l’entrée principale du parc. En 1972, d’autres bâtiments se construisent destinés aux gardiens du parc et à leur famille. Entre 1974 et 1976, les aires de camping et leurs sanitaires sont créés. En 1979, des équipements de sécurité, de secours et contre les incendies sont installés alors que sont améliorés les bâtiments des gardiens. À partir des années 1980, des études scientifiques sont effectuées sur les impacts écologiques des mammifères introduits principalement le castor et le lapin. 33 231 visiteurs sont enregistrés entre janvier et février 1981. Un centre d’interprétation et un refuge sont inaugurés. C’est aussi durant ces années que se créent les sentiers, leur signalisation et leurs équipements afin de protéger la nature du passage des touristes et ralentir l’érosion des sols (escaliers, ponts…). En 1983, en parallèle avec la construction de l’office principal de la gestion du parc au centre-ville d'Ushuaïa, diverses initiatives destinées à conserver et à protéger l’environnement du parc sont élaborées comme le règlement et les recommandations destinés aux visiteurs et au guides touristiques ainsi qu'une politique éducative est initiée. En 1994, le train touristique est inauguré. Le parc enregistre 195 210 visiteurs en 2005. En 2008, un centre d'accueil, d'information et d'interprétation sur la faune et la flore, un observatoire pour les oiseaux, ainsi qu'une salle de restaurant sont construits à l'emplacement même de l'ancien hôtel Alakush. Le parc accueille 262 262 visiteurs en 2009.

## Milieu naturel
Le paysage montagneux du parc est composé de forêt et de tourbière. Cette forêt — primaire dans les zones non touchées par l'homme, principalement au nord du parc —  est la plus australe de la Terre, elle est appelée forêt magellanique subpolaire ou fuégienne. Ses arbres sont principalement des espèces du genre Nothofagus et ont la capacité de résister au vent violent malgré l'épaisseur faible de la couche du sol, des aspects accidentés du paysage montagneux et avec une température moyenne annuelle de 5,5 °C. L'étagement surprend l'observateur : les parties forestières s'élève jusqu'à 700 mètres mais peuvent baigner le canal de Beagle, au-delà de 700 mètres l'étage est rapidement dénudé, très battu par les vents et composé essentiellement de mousses et de lichens. Le passage entre les deux étages est donc très marqué avec seulement un faible étage de transition composé de lengas nains. Les tourbières qui composent en grande superficie la Terre de Feu, se situent en fond de vallées. Elles sont exploitées afin de créer la tourbe mais pas dans le parc. Tout ceci forme un écosystème très particulier et caractéristique.

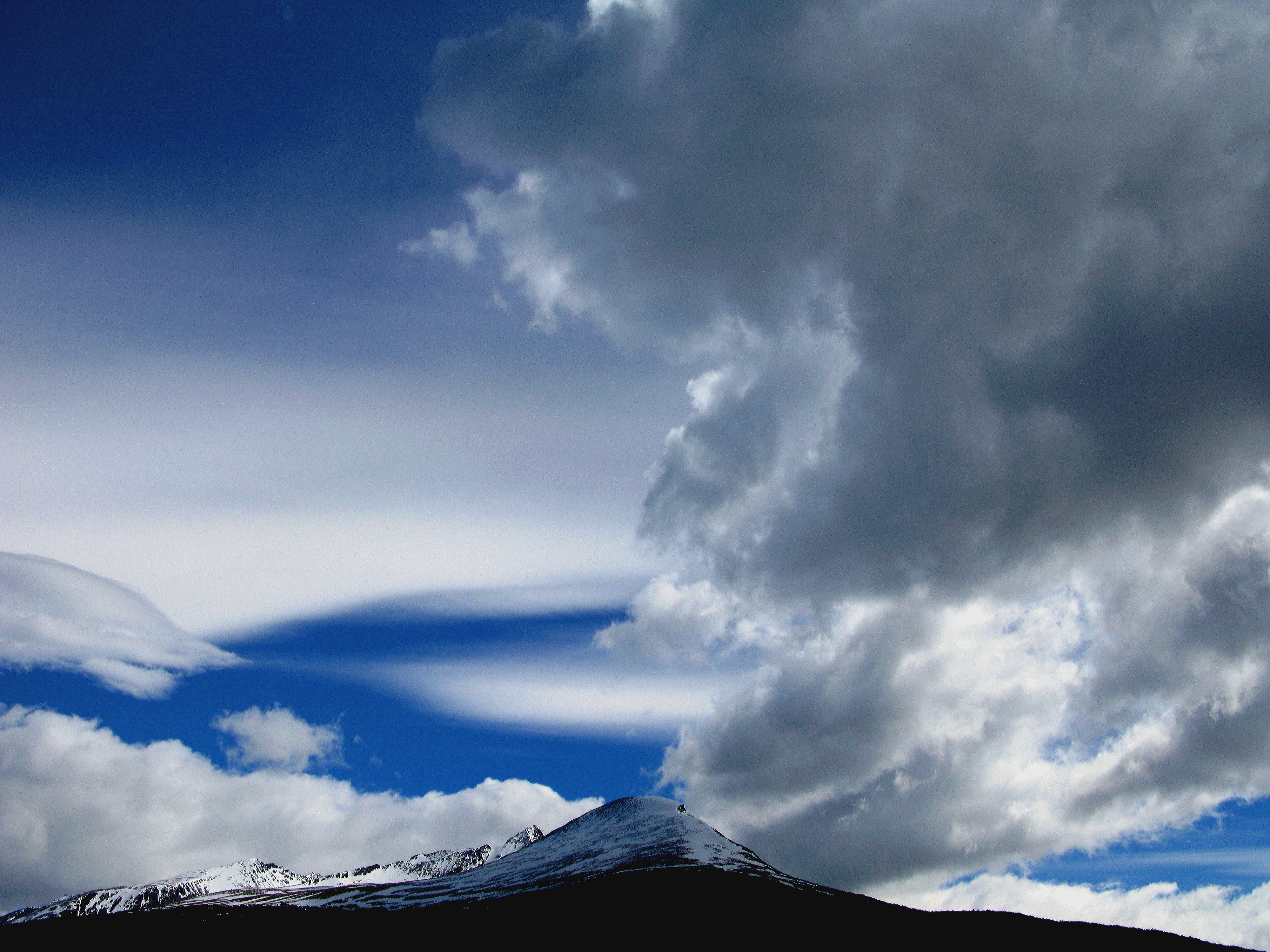
Vue sur le mont Cóndor
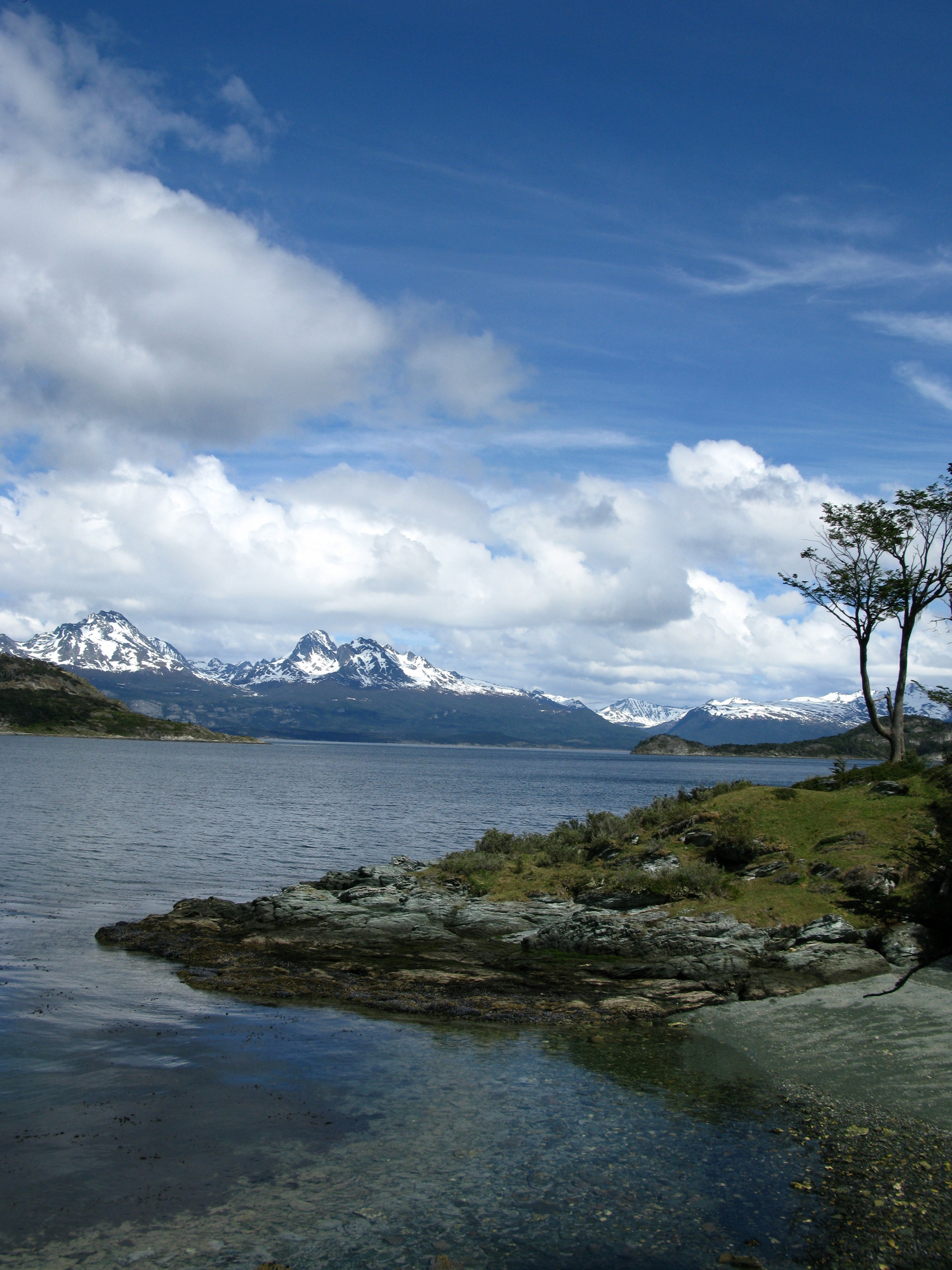
Partie côtière sur le canal de Beagle
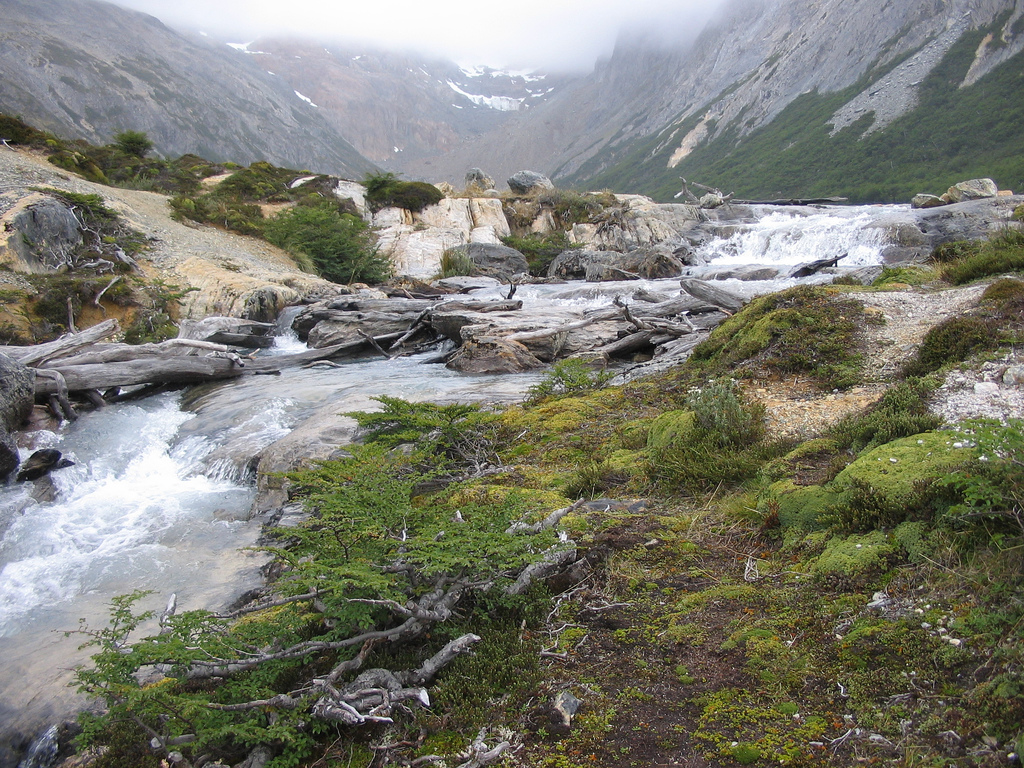
Partie montagneuse du parc national Tierra del Fuego

### Flore
Principalement composée d'arbres du genre Nothofagus, la forêt du parc possède des espèces comme le coihue (Nothofagus dombeyi), le lenga (Nothofagus pumilio), le ñire (Nothofagus antarctica), le hêtre de Magellan (Nothofagus betuloides), le maitén de Magellan (Maytenus magellanica), le cannelle de Magellan (Drimys winteri), 
En sous-bois, il prospère des plantes à baie arbustives comme le berbéris à feuilles de buis (Berberis buxifolia) appelé localement calafate, l’épine-vinette de Darwin (Berberis darwinii), le groseillier de Magellan (Ribes magellanicum) ainsi que le notro (Embothrium coccineum), l’arbrisseau dioïque gaulthérie mucronée (Gaultheria mucronata) et la camarine rouge (Empetrum rubrum). Chez les champignons on observe certaines espèces du genre Cyttaria comme le llao-llao (Cyttaria hariotii) ou bien le dihueñe (Cyttaria darwinii), l’hémiparasite Misodendrum punctulatum. Une espèce de fougères comme la punque (ou pinque) (Blechnum penna-marina), une espèce de lichens, l'usnée barbue (Usnea barbata). Les tourbières sont composées principalement de deux espèces du genre de mousses bryophytes, les sphaignes : Sphaigne de Magellan de couleur ocre et Sphagnum fimbriatum de couleur vert-clair mais on y trouve également une espèce de plante carnivore de la famille des Droséracées, Drosera uniflora.

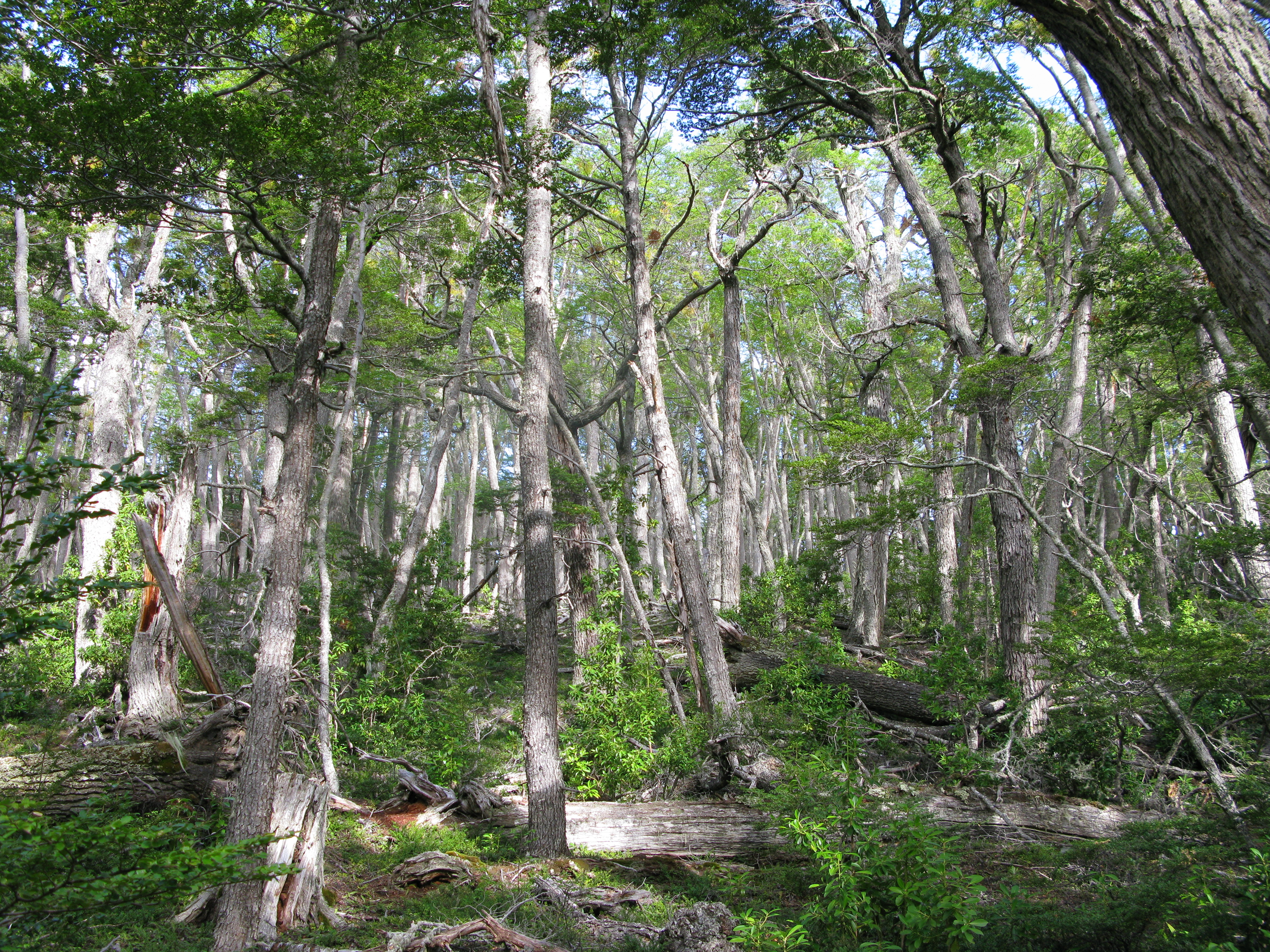
Sous-bois au printemps
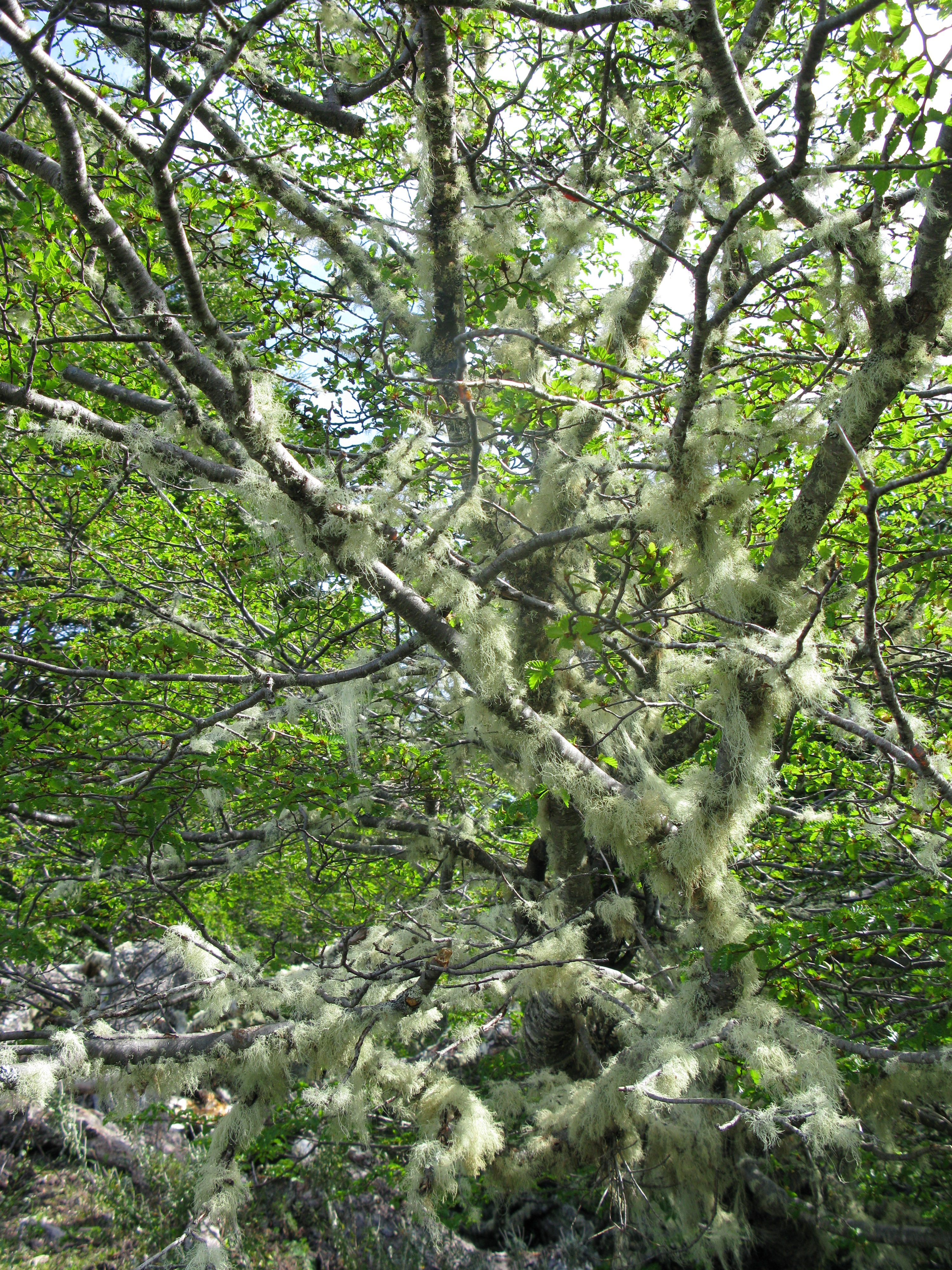
Usnée barbue (Usnea barbata)
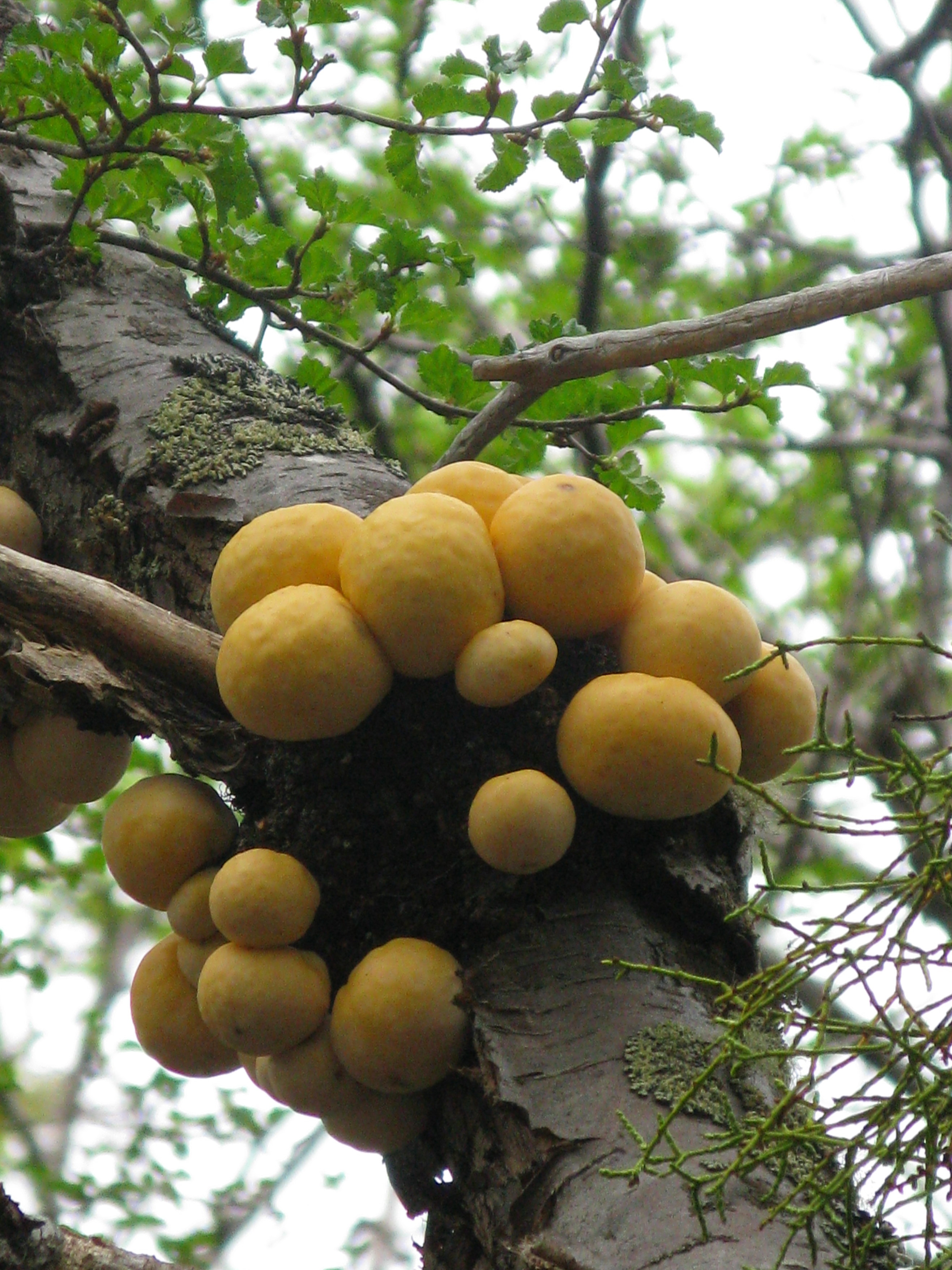
Pan de Indio (Cyttaria hariotii)

Chez les angiospermes — les plantes à fleurs —, on note la présence de la primevère de Magellan (Primula magellanica), de l’anémone multifide (Anemone multifida), de l’armérie maritime (Armeria alpina (Mill.) Willd), de la céraiste des champs  (Cerastium arvense), de la pâquerette (Bellis perennis), du clavelito (Hypochaeris incana), la cardamine berro (Cardamine glacialis), de la caltha (Caltha sagittata), de la lobelia (Pratia repens), de la campanilla (Olsynium biflorum), de la violette jaune (Viola maculata), de la fraise de Magellan (Rubus geoides), de la gunnère de Magellan (Gunnera magellanica), de la benoîte de Magellan (Geum magellanicum), de l'acaena de Magellan (Acaena magellanica), du séneçon comme Senecio smithii, des orchidées comme Codonorchis lessonii, Gavilea lutea, Gavilea australis.

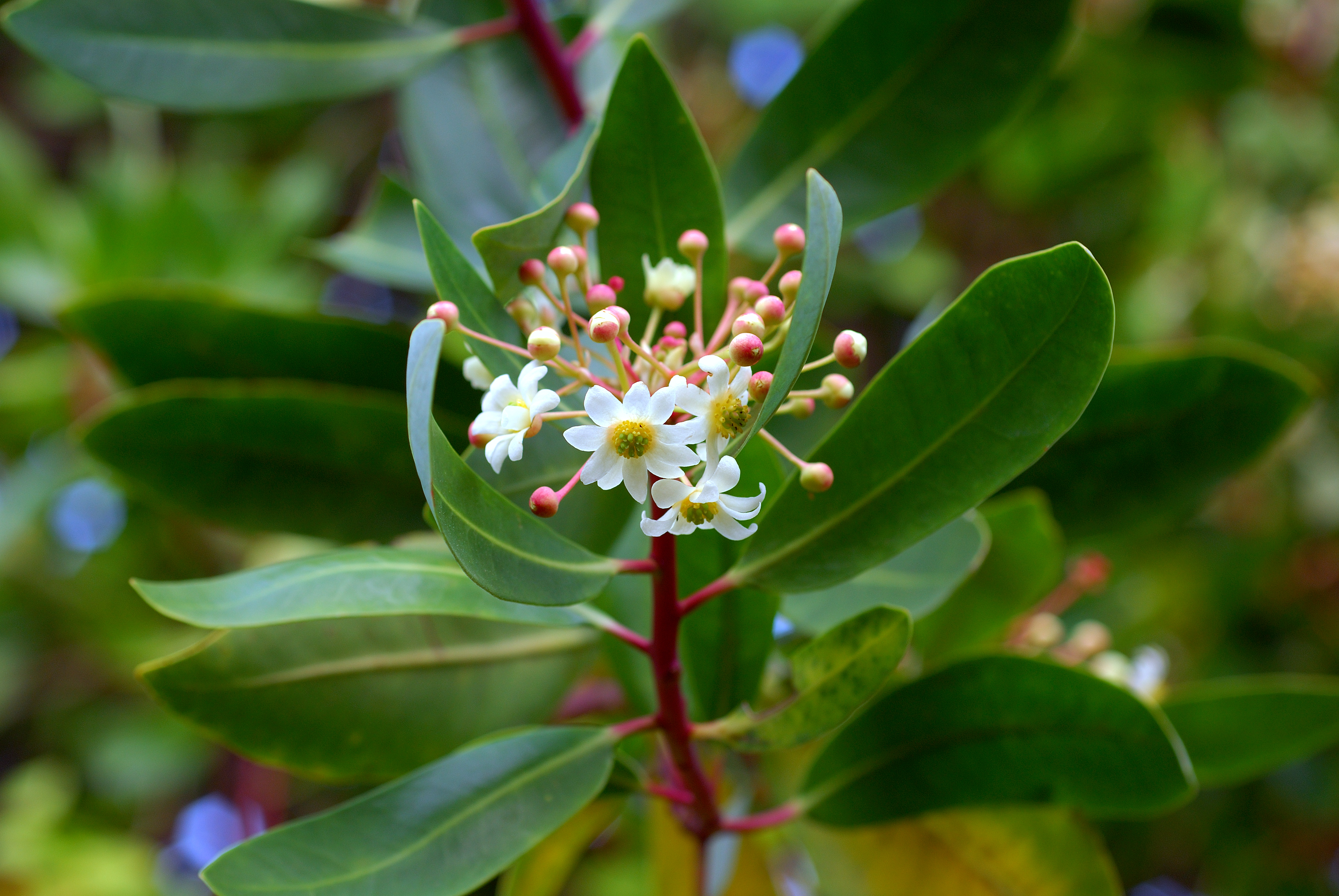
cannelle de Magellan (Drimys winteri)
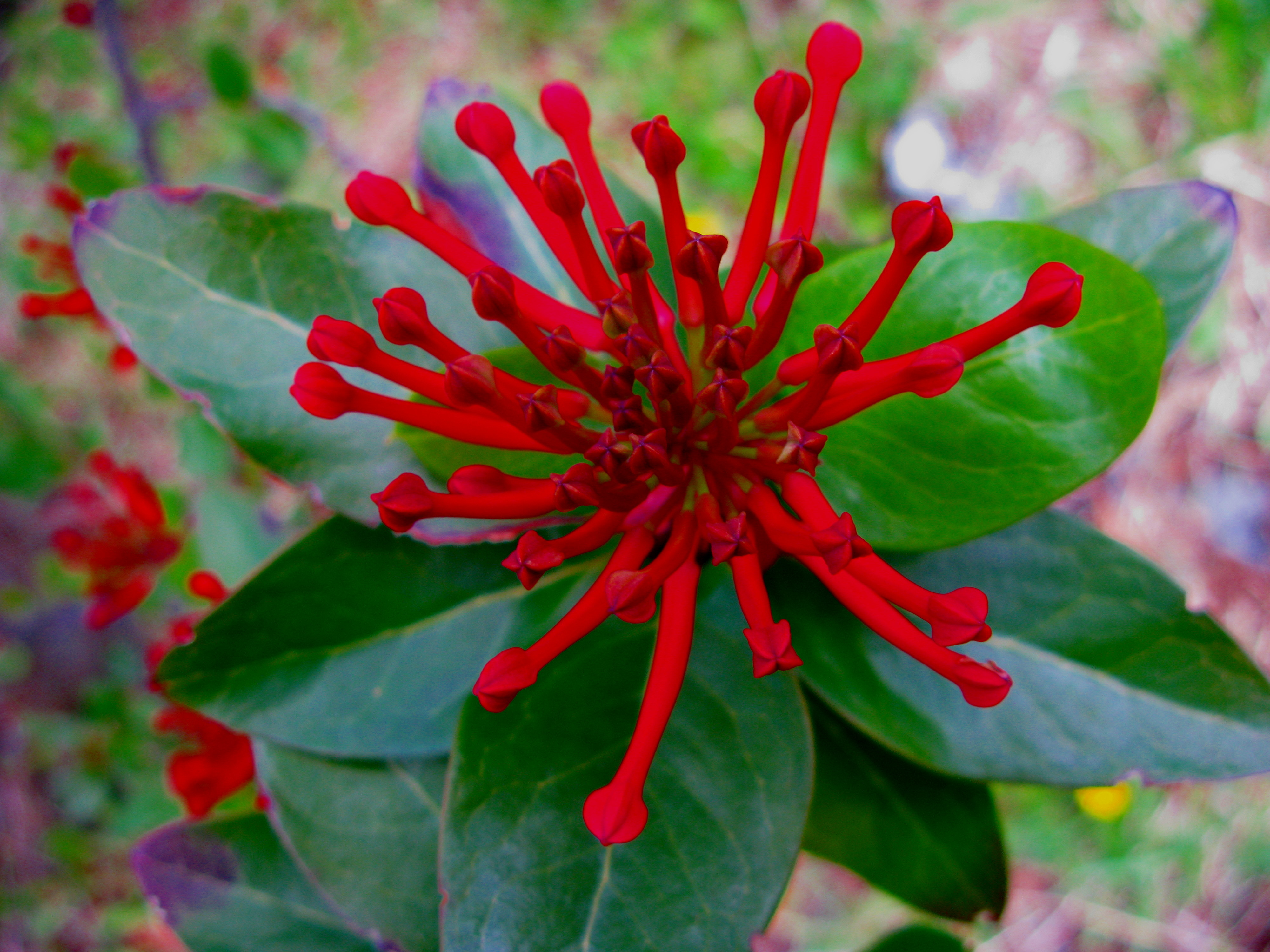
Fleur d'un notro (Embothrium coccineum)
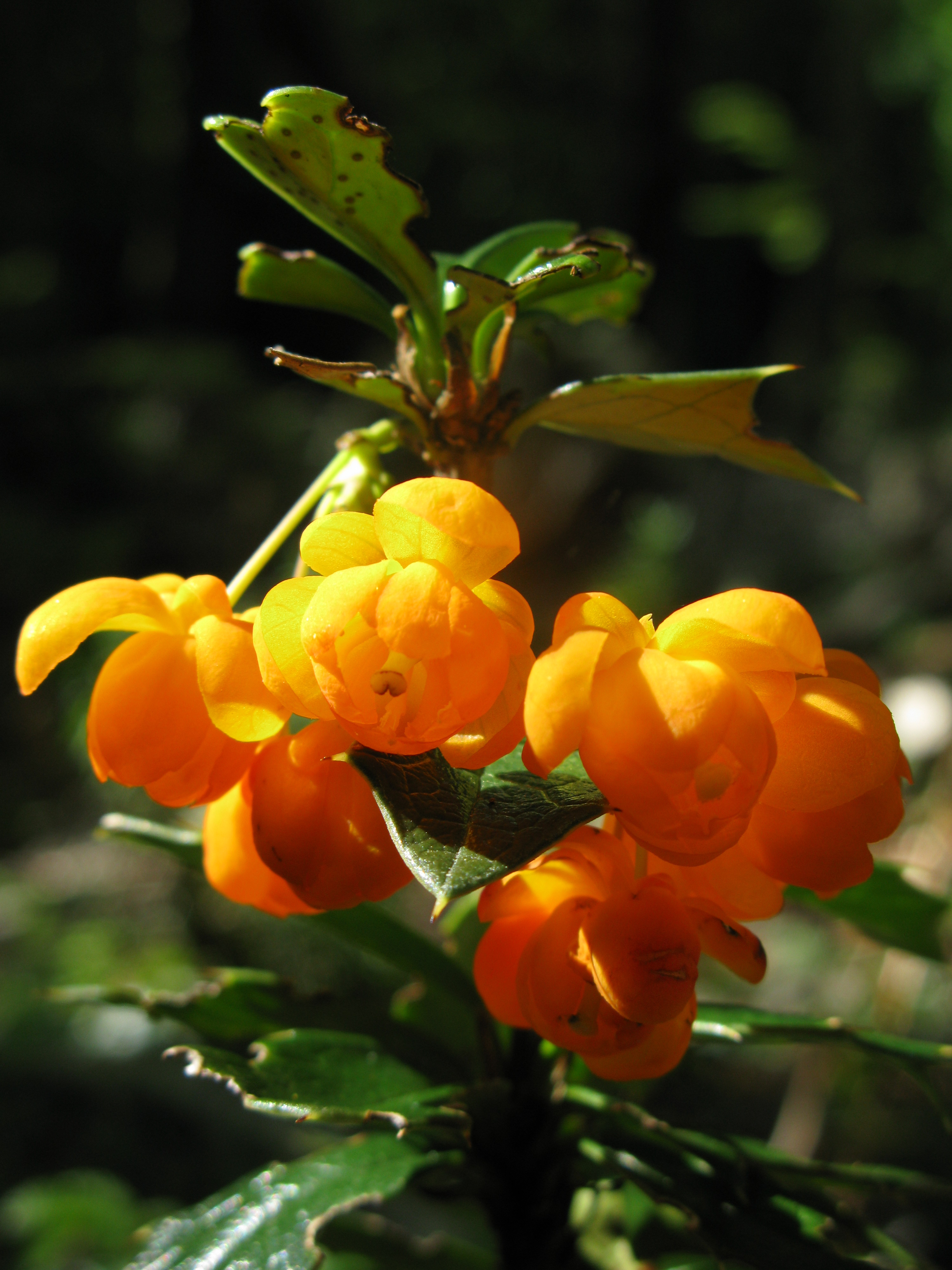
Michay ou techelia (Berberis ilicifolia)

### Faune

#### Oiseaux
Chez les oiseaux de proie, on peut observer le condor des Andes (Vultur gryphus), l'urubu à tête rouge (Cathartes aura), la buse aguia (Geranoaetus melanoleucus), le caracara huppé (Polyborus plancus) avec sa couleur orangée de la peau du bec et son fameux et fort cri "Kra Kra Kra", le caracara chimango (Milvago chimango),. Dans les parties boisées, vivent le pic de Magellan (Campephilus magellanicus), le phrygile de Patagonie (Phrygilus patagonicus), le bruant chingolo (Zonotrichia capensis), le synallaxe rayadito (Aphrastura spinicauda), la conure magellanique (Enicognathus ferrugineus), le troglodyte familier (Troglodytes aedon), le merle austral (Turdus falcklandii),. Dans les secteurs clairsemés, on trouve la bernache de Magellan (Chloephaga picta), l'ouette à tête grise (Chloephaga poliocephala), la lessonie noire (Lessonia rufa), la sturnelle australe (Sturnella loyca), le pépoaza œil-de-feu (Xolmis pyrope), l'ibis à face noire (Theristicus melanopis) avec son très reconnaissable long bec fin et pointu et  son cri d'alerte strident que l'on observe également chez le vanneau téro (Vanellus chilensis),.

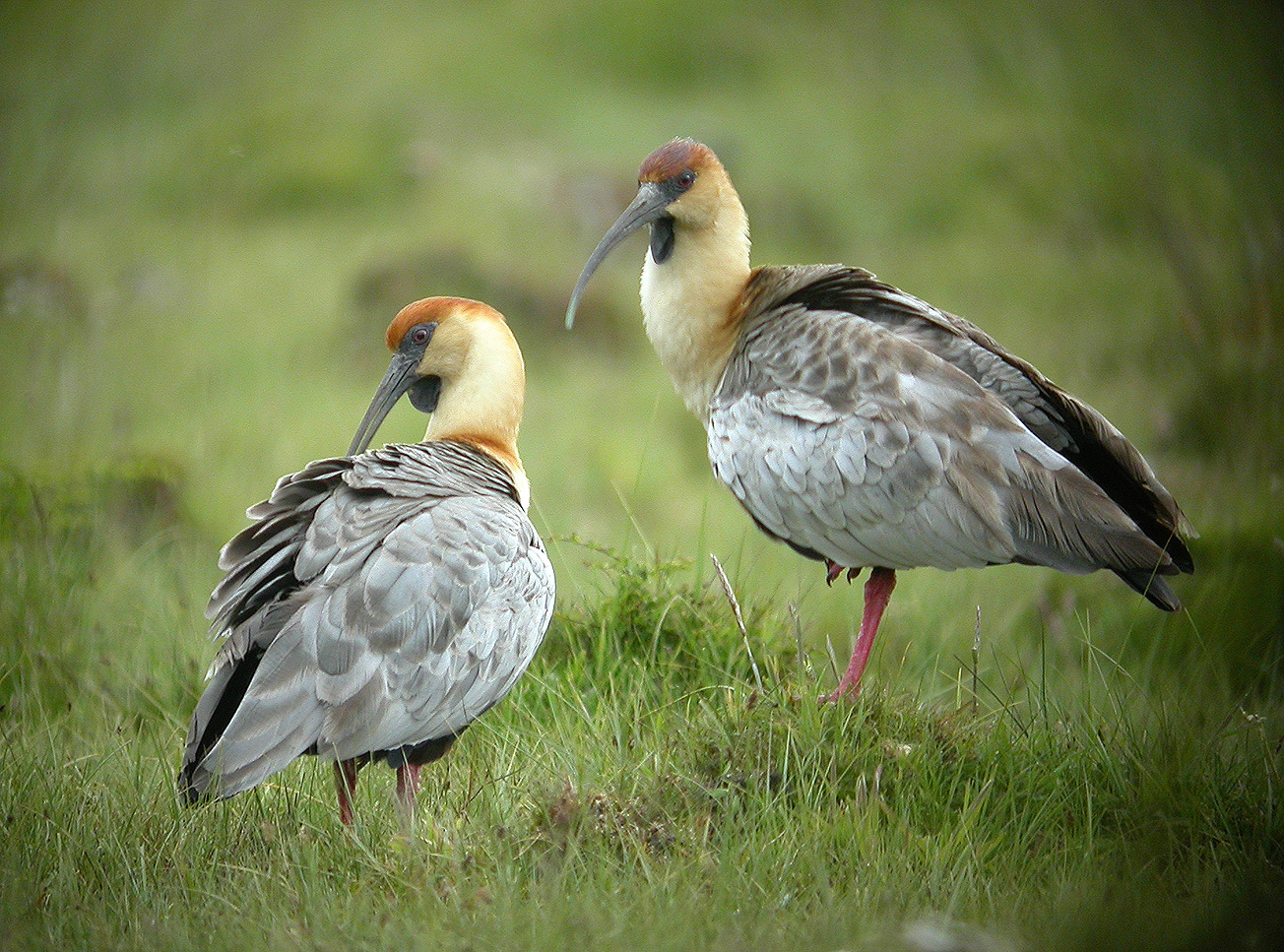
Ibis à face noire (Theristicus melanopis)
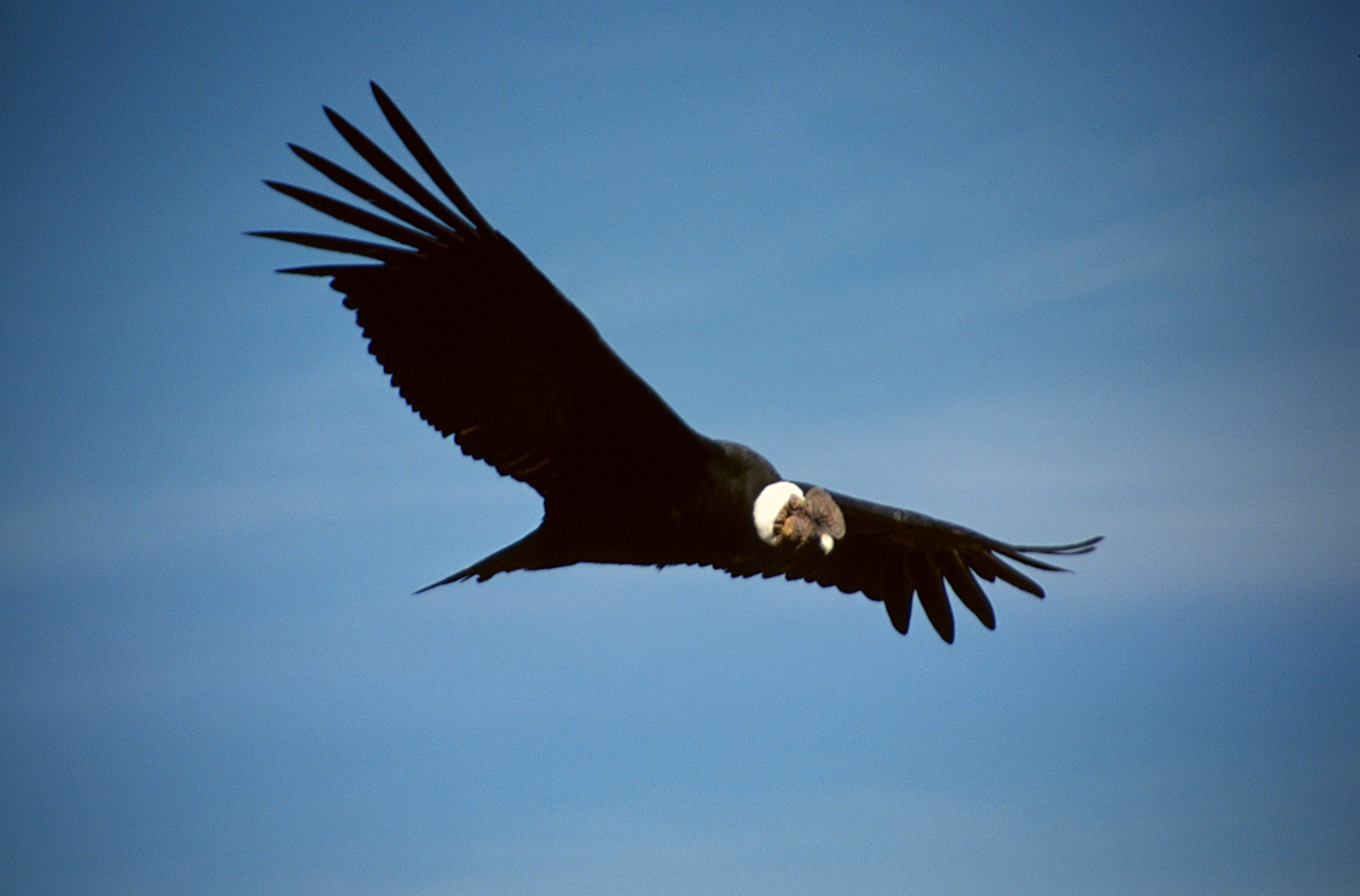
Condor des Andes (Vultur gryphus)
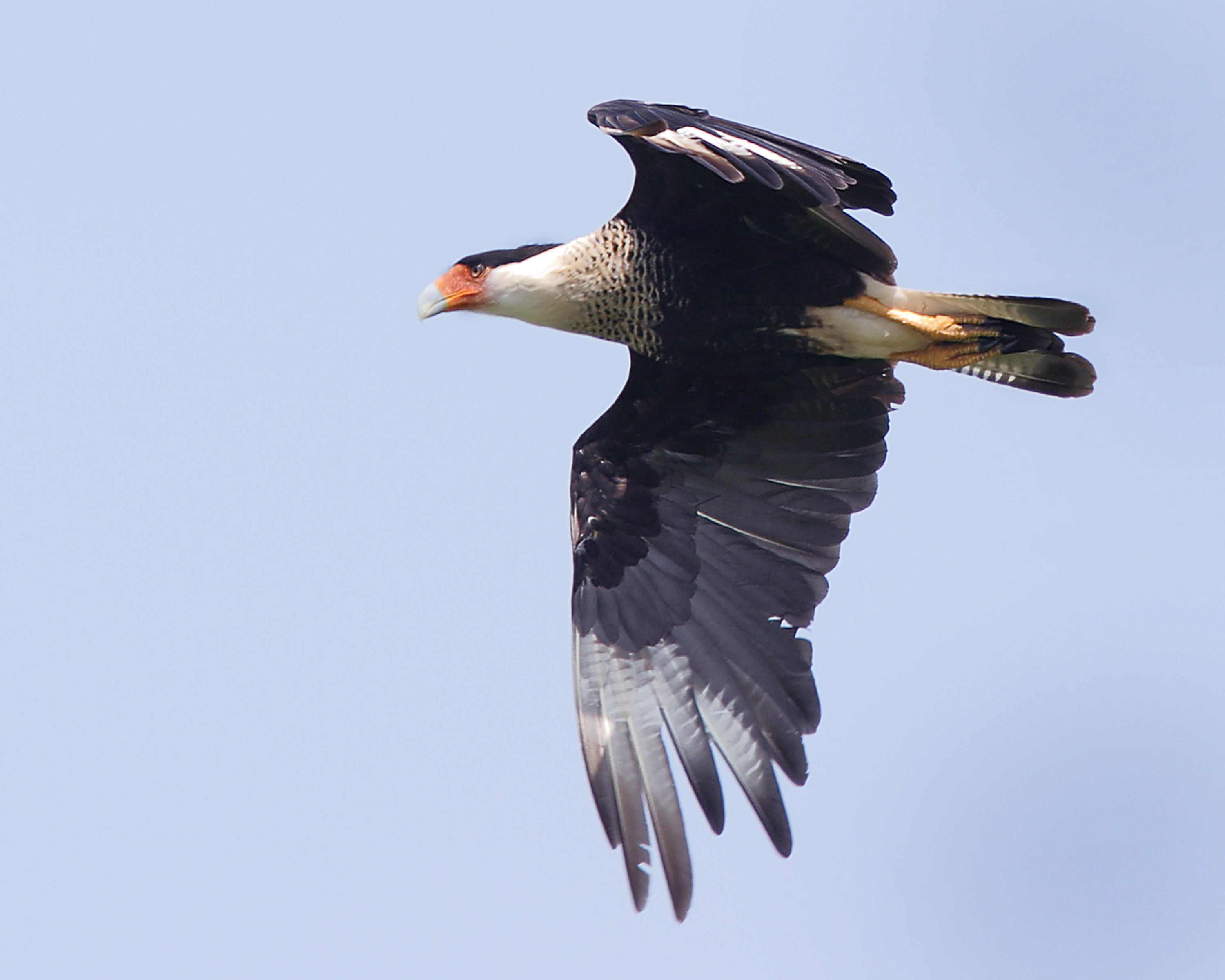
Caracara huppé (Polyborus plancus)

Dans les zones lacustres, on trouve le grand grèbe (Podiceps major), le canard à queue pointue (Anas georgica), le canard de Chiloé (Anas sibilatrix), le canard huppé (Lophonetta specularioides), le martin-pêcheur à ventre roux (Megaceryle torquata), le cormoran vigua (Phalacrocorax brasilianus), le héron bihoreau (Nycticorax nycticorax),. Le long du canal de Beagle, on observe des oiseaux marins comme l'ouette marine (Chloephaga hybrida), le cormoran impérial (Leucocarbo atriceps), le cormoran de Magellan (Phalacrocorax magellanicus), la sterne hirundinacée (Sterna hirundinacea), le goéland dominicain (Larus dominicanus), le goéland de Scoresby (Leucophaeus scoresbii), le labbe du Chili (Stercorarius chilensis), l'huîtrier de Garnot (Haematopus leucopodus), l'huîtrier noir (Haematopus ater), le brassemer cendré (Tachyeres pteneres) nommé localement « canard vapeur », car comme il ne peut décoller et donc voler à cause de l'atrophie de ses ailes, il brasse alors l'eau de ses deux ailes pour se propulser, rappelant le mouvement de roues à aubes des bateaux à vapeur (paddle steamer), d'où son nom,.

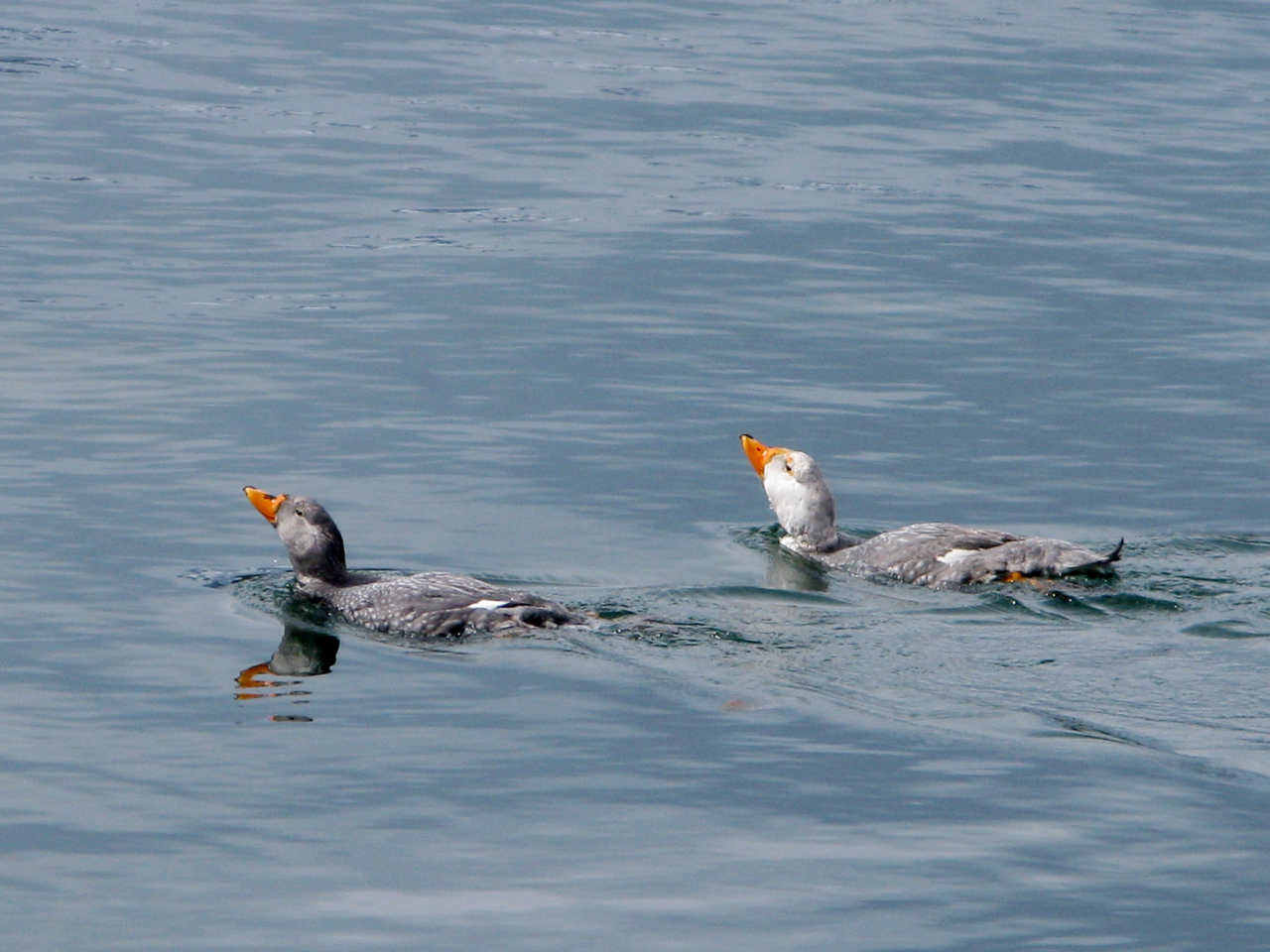
Brassemer cendré (Tachyeres pteneres)
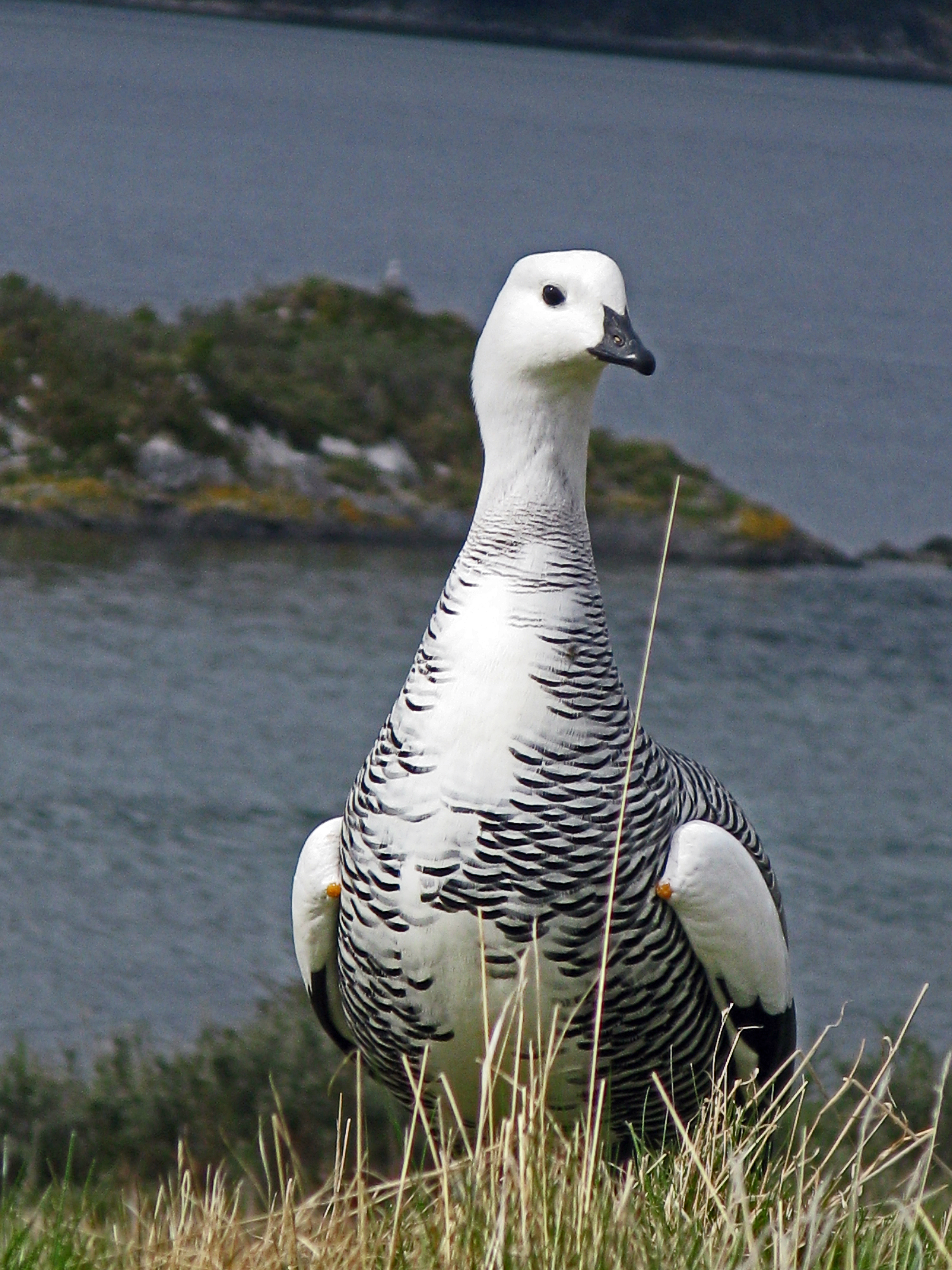
Bernache de Magellan (Chloephaga picta)
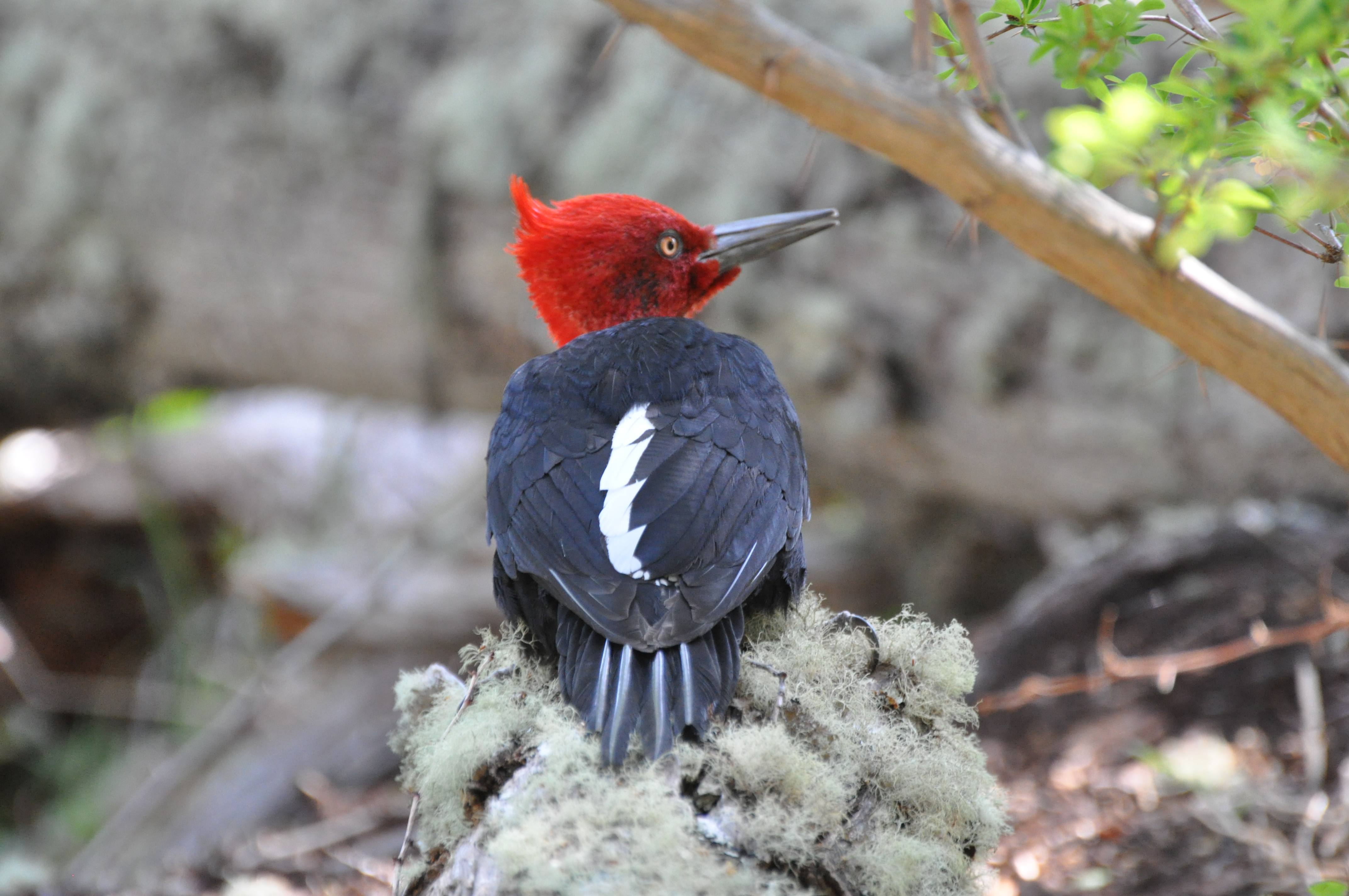
Pic de Magellan (Campephilus magellanicus)

#### Mammifères

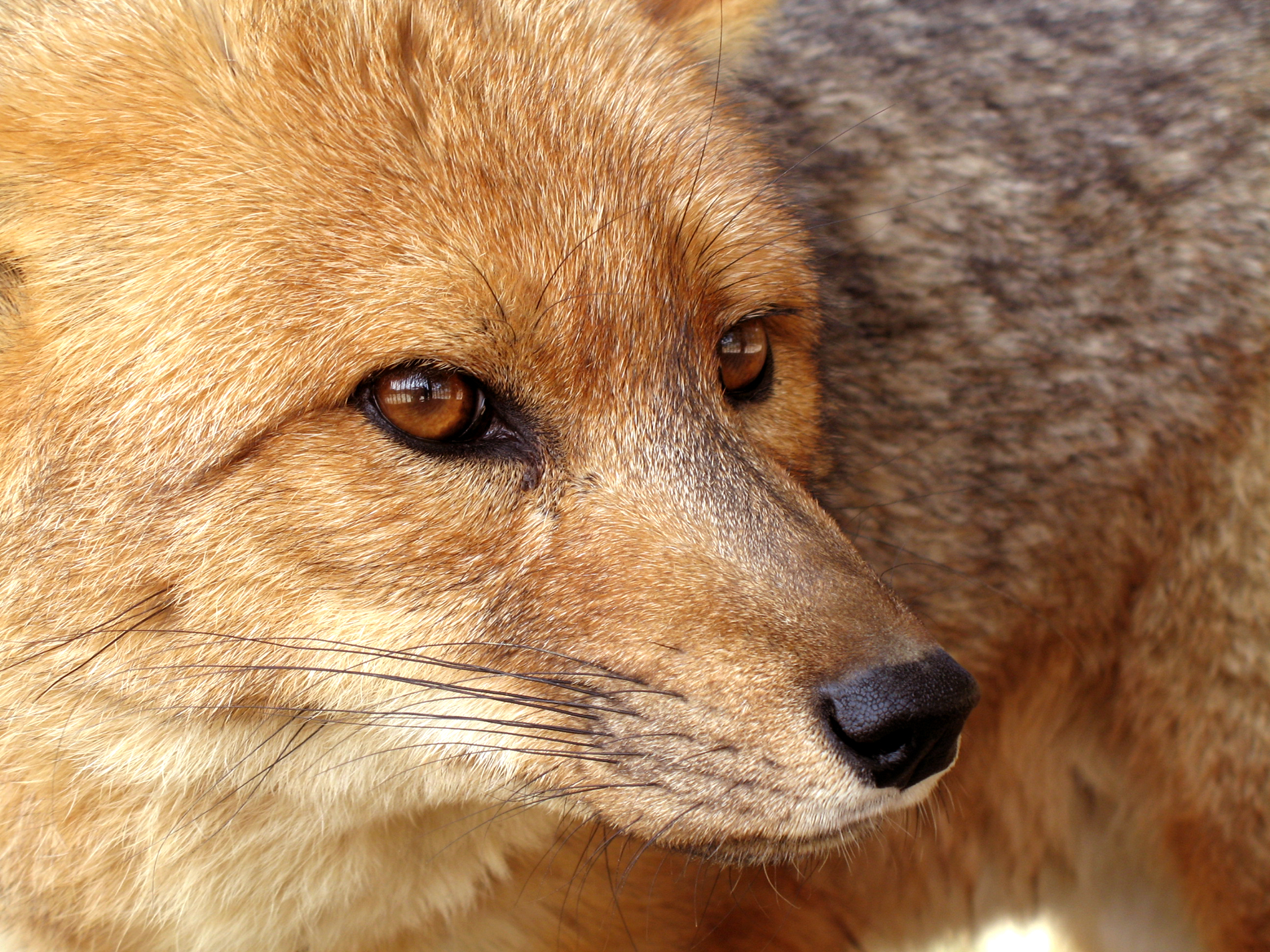
Un renard de Magellan (Pseudalopex culpaeus)

Chez les mammifères terrestres, on observe le renard de Magellan (Pseudalopex culpaeus), le guanaco (Lama guanicoe),. Des rongeurs y vivent comme le Ctenomys tuco-tuco (Ctenomys magellanicus), trois espèces du genre Abrothrix, A. lanosus, A. longipilis, A. xanthorhinus. Chez les mammifères marins, on observe la loutre marine (Lontra felina), la loutre du Chili (Lontra provocax) et diverses espèces de marsouins. Il n'existe pas de rookeries d'otariidés aux abords du parc et il est difficile d'apercevoir les dauphins, les orques ou les baleines qui passent très au large dans le canal de Beagle.

#### Espèces introduites
On observe des espèces introduites comme le castor canadien (Castor canadensis), le renard gris d'Argentine (Pseudalopex griseus), le vison d'Amérique (Neovison vison), le lapin commun (Oryctolagus cuniculus), le rat musqué (Ondatra zibethicus),

#### Castor et controverse

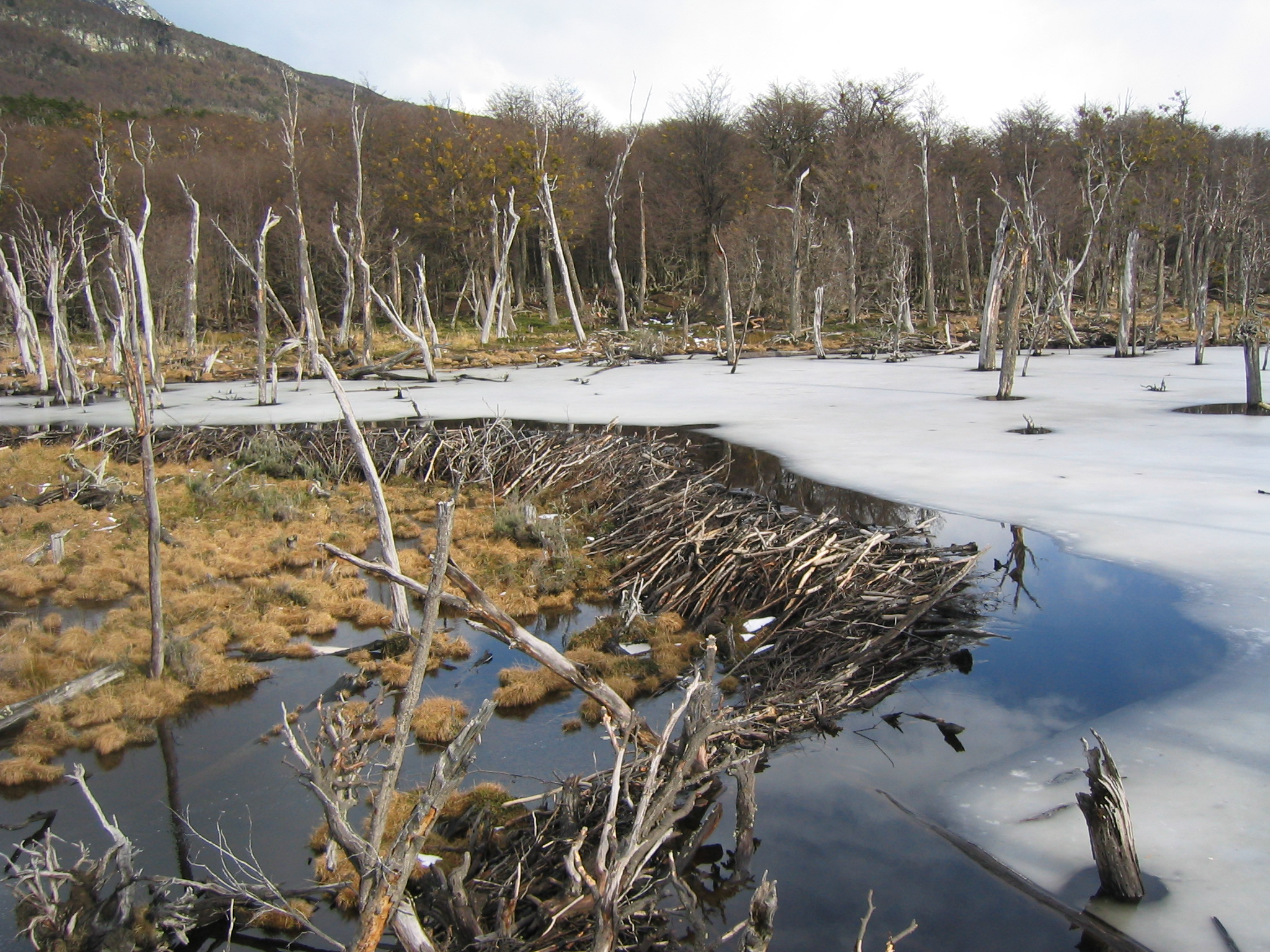
Barrage de castors dans le parc national

Les castors présents dans le parc proviennent du Canada et ont été introduits en Terre de Feu par l'Armada argentine en 1946. Il s'agissait de développer l'industrie de la fourrure. Ce fut un échec. Le climat en Terre de Feu est beaucoup moins froid qu'au Canada. Ces castors ont développé des fourrures de faibles épaisseurs par rapport à ceux du Canada et donc sans valeur marchande. De plus, les prédateurs naturels des castors comme l'ours, le loup, le lynx sont inexistants en Terre de Feu. Ces castors de Terre de Feu se sont alors développés rapidement et sans limite écologique avec pour conséquence une incidence importante sur tout un écosystème devenu déséquilibré.
D'un côté, une loi locale autorise la chasse « ouverte » à l'année de ces rongeurs considérés comme un fléau par les autorités argentines et chiliennes, et d'un autre côté, l'industrie du tourisme développe et favorise l'image d'un animal local (originel), amical et inoffensif pour l'environnement. C'est dans le monde touristique que l'on retrouve sa valeur marchande en peluches, gadgets, excursions, exploitations diverses de son image. C'est un animal assez difficile à observer bien que lorsque l'on constate l'activité débordante et quasi ininterrompue de ce bucheron sur son aire de vie (barrage).

## Gestion et administration

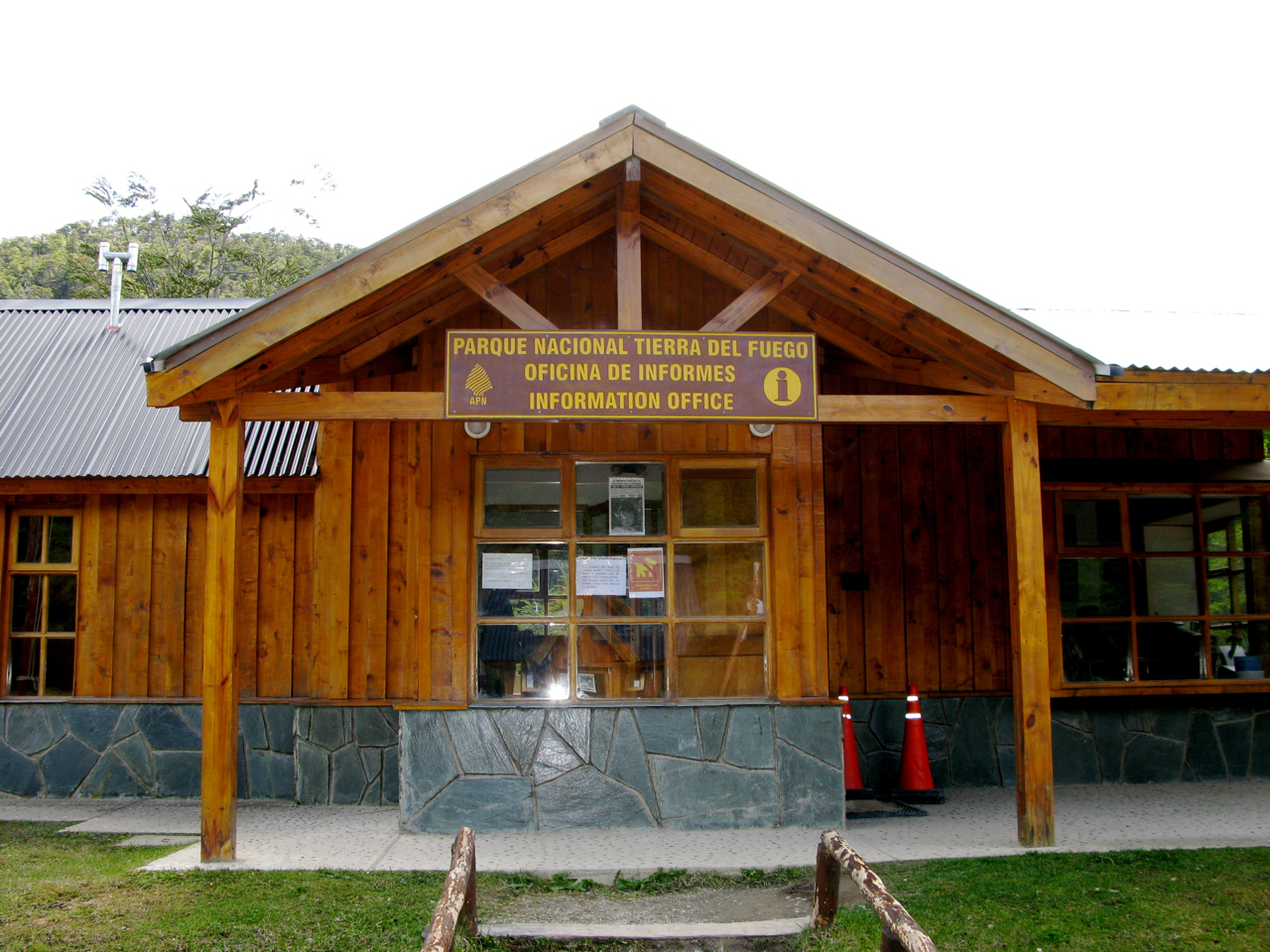
L'entrée du parc national Tierra del Fuego.

Le parc est administré, à partir d'Ushuaïa, par le Tierra del Fuego National Park, une annexe de l'Administración de Parques Nacionales (APN), un organisme étatique argentin dont les bureaux se trouvent à Buenos Aires. Le premier parc national argentin Nahuel Huapi a été créé en 1934. S'ensuivit dans les années 1935, la création des parcs d'Iguazú, de Lanín, de Los Alerces, de Perito Moreno et de Los Glaciares, puis dans les années 1940-1950, de Laguna Blanca, d'El Rey, de Río Pilcomayo, de Chaco et enfin en 1960 du parc national de Tierra del Fuego avec l'aménagement d'infrastructures afin de répondre aux intérêts touristiques de plus en plus croissants. Le 10 octobre 1990, la partie nord du parc est désignée par le décret no 2149/90 comme réserve naturelle stricte (reserva natural estricta).

## Tourisme et infrastructures
Seulement 2 000 hectares (au sud) sont autorisés au public. Le parc est divisé en trois parties. La première est une aire protégée stricte (accès interdit), la seconde est une aire protégée sylvestre (accès restrictif) et la troisième une aire protégée récréative (accès libre sous conditions). L'entrée est payante pour les étrangers comme pour les résidents. Le parc est ouvert toute l'année. Les animaux domestiques y sont interdits. Le permis de pêche est obligatoire pendant la saison de novembre à mi-avril. Les touristes y accèdent par l'unique route, la Ruta 3, la partie australe de la route panaméricaine, qui se termine à l'intérieur du parc au fond de la baie Lapataia. Pour la plupart en bus et mini-bus privés ou collectifs, mais également en train touristique, El Tren del Fin de Mundo, que l'on prend à 6 km à l'ouest du centre-ville, en bateau du port d'Ushuaïa, via l'Île Redonda mais rarement en taxi ou à pied. En empruntant des sentiers aménagés et balisés, les visiteurs peuvent observer des lacs (lac Roca, lac Negra), la côte du canal Beagle (baie Lapataia), des îles (Redonda et Estorbo), des rivières et étangs, des forêts et tourbières ainsi que la faune et la flore de chaque écosystème. Comme le camping « sauvage » est interdit, les randonneurs doivent bivouaquer dans les quelques emplacements de campings gratuits et rudimentaires. Les barbecues y sont possibles. Il existe également, au secteur Lago Roca, un refuge (payant) de 14 places avec des sanitaires et des douches chaudes ainsi qu'une petite épicerie-brasserie.

### «Train du bout du monde»

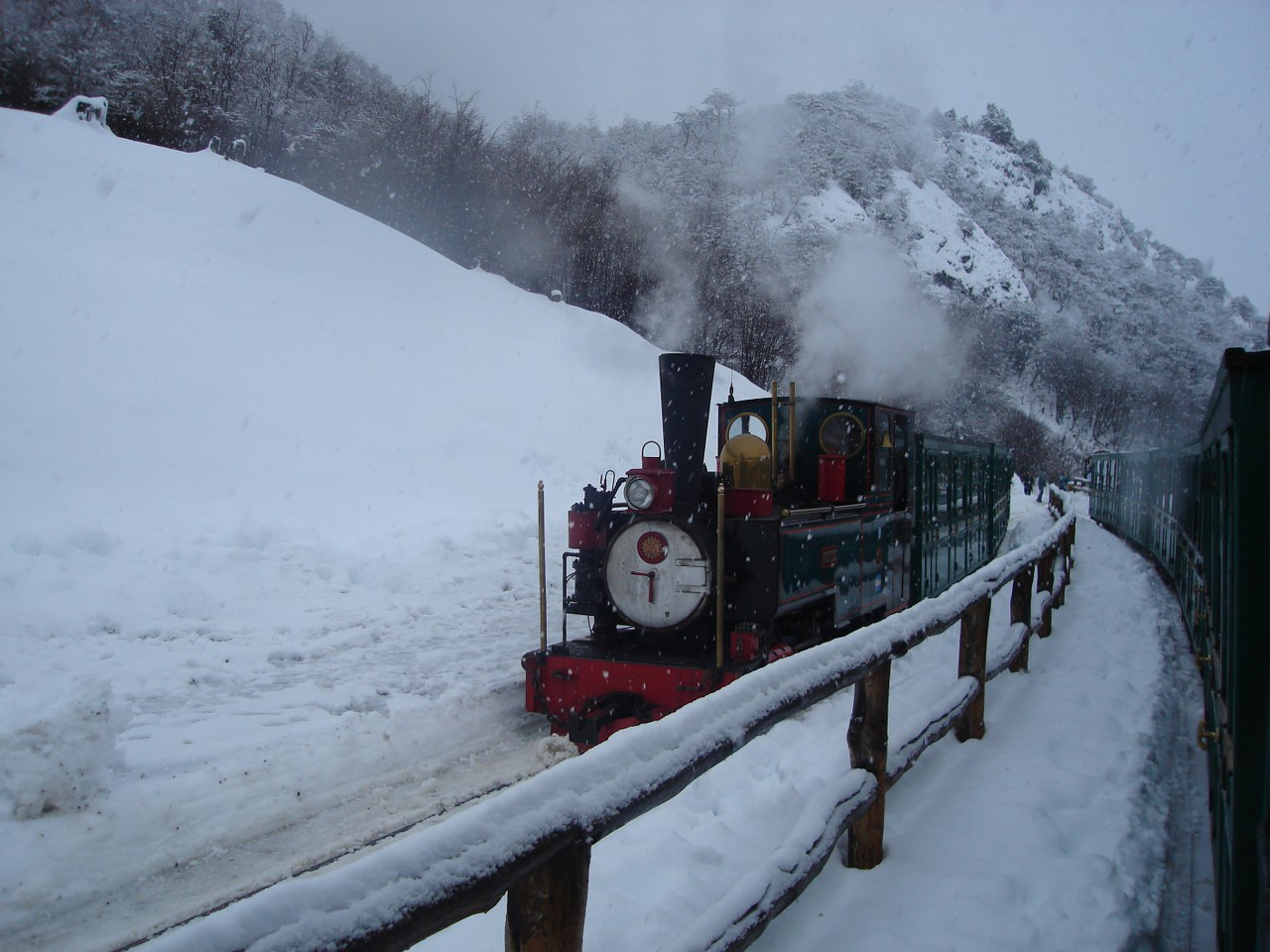
Le train du bout du monde durant l'hiver austral.

En 1902, une ligne ferrée fut construite par les prisonniers du pénitencier d'Ushuaïa qui effectuaient le trajet de la prison aux coupes de bois situées tout le long du canal Beagle et au sud-ouest du parc. Il servait ensuite à acheminer les troncs d’arbre vers la ville en construction ou son port pour y être acheminés. Inutilisée depuis 1949, seuls quatre kilomètres sont habilités à partir de 1990 afin d’en faire un train touristique qui permet d'entrer et de découvrir différents paysages du parc ; il sera inauguré le 12 octobre 1994. En 2011, le train parcourt sept kilomètres depuis la station du Ferrocarril Austral Fuegino située hors du parc dans la vallée du Río Pipo à peu de distance à l’ouest d’Ushuaïa, jusqu'à la station del Parque située dans le parc.

### Sentiers pédestres

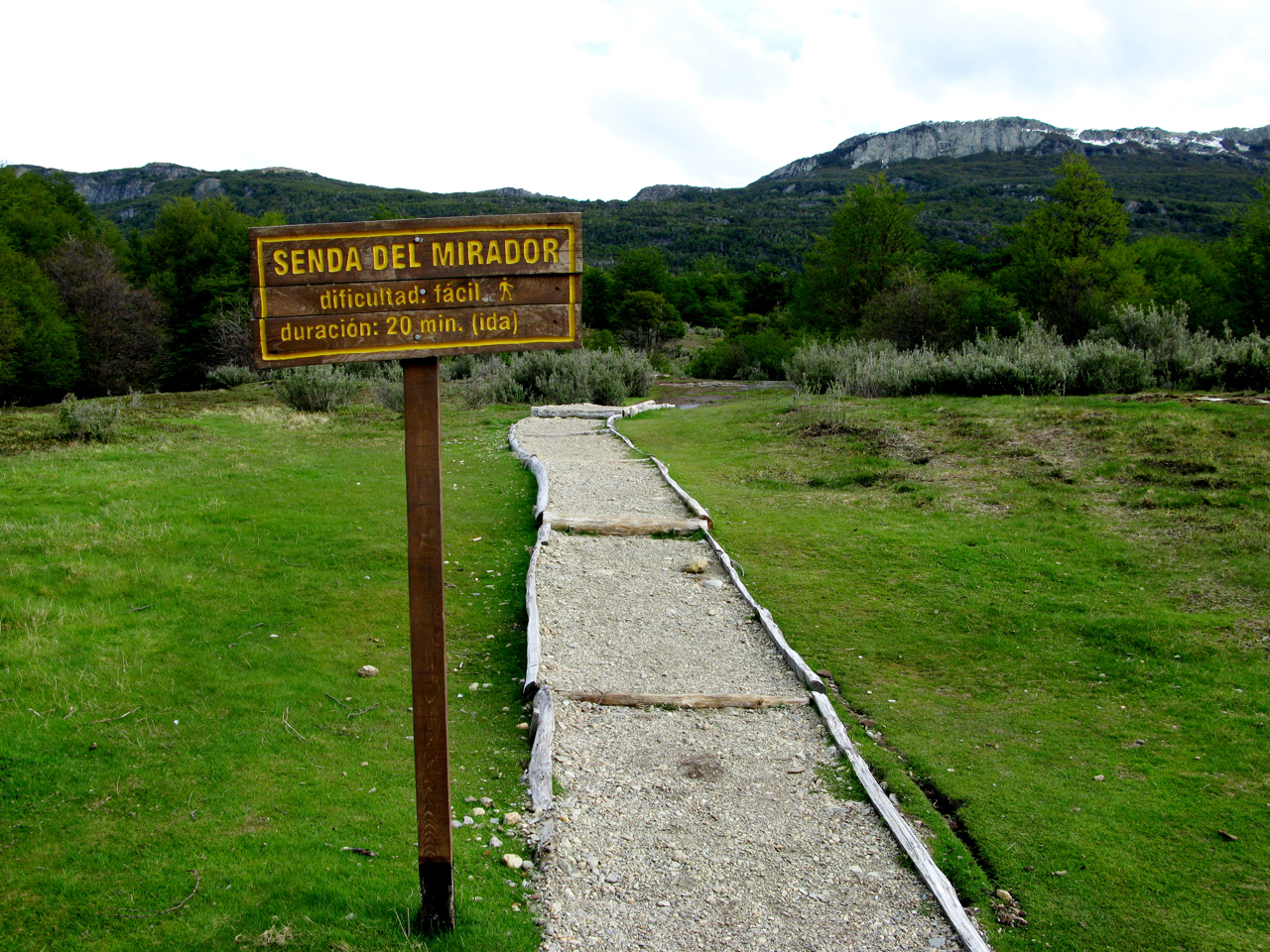
Le sentier du Mirador

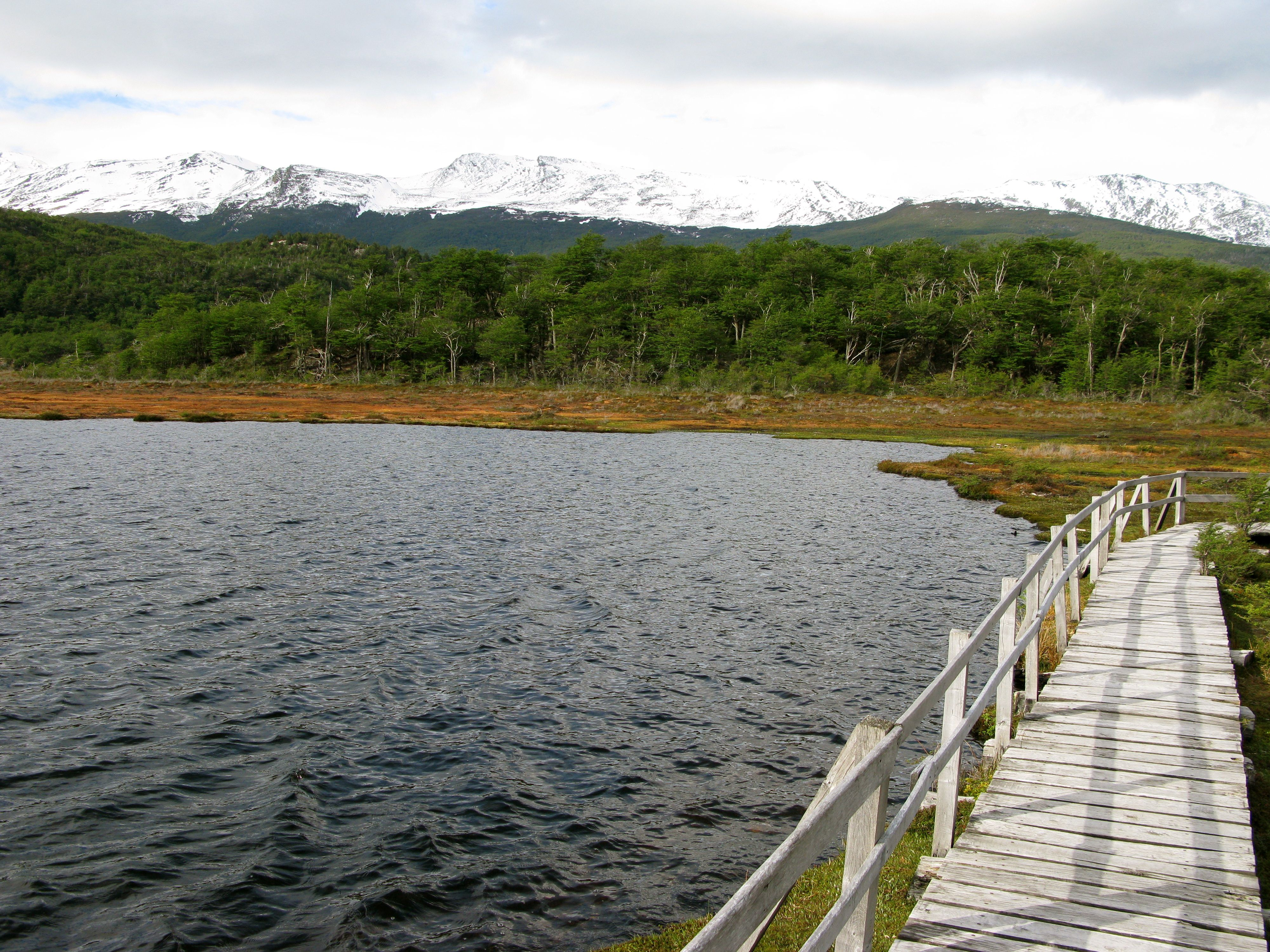
Le lac Negra

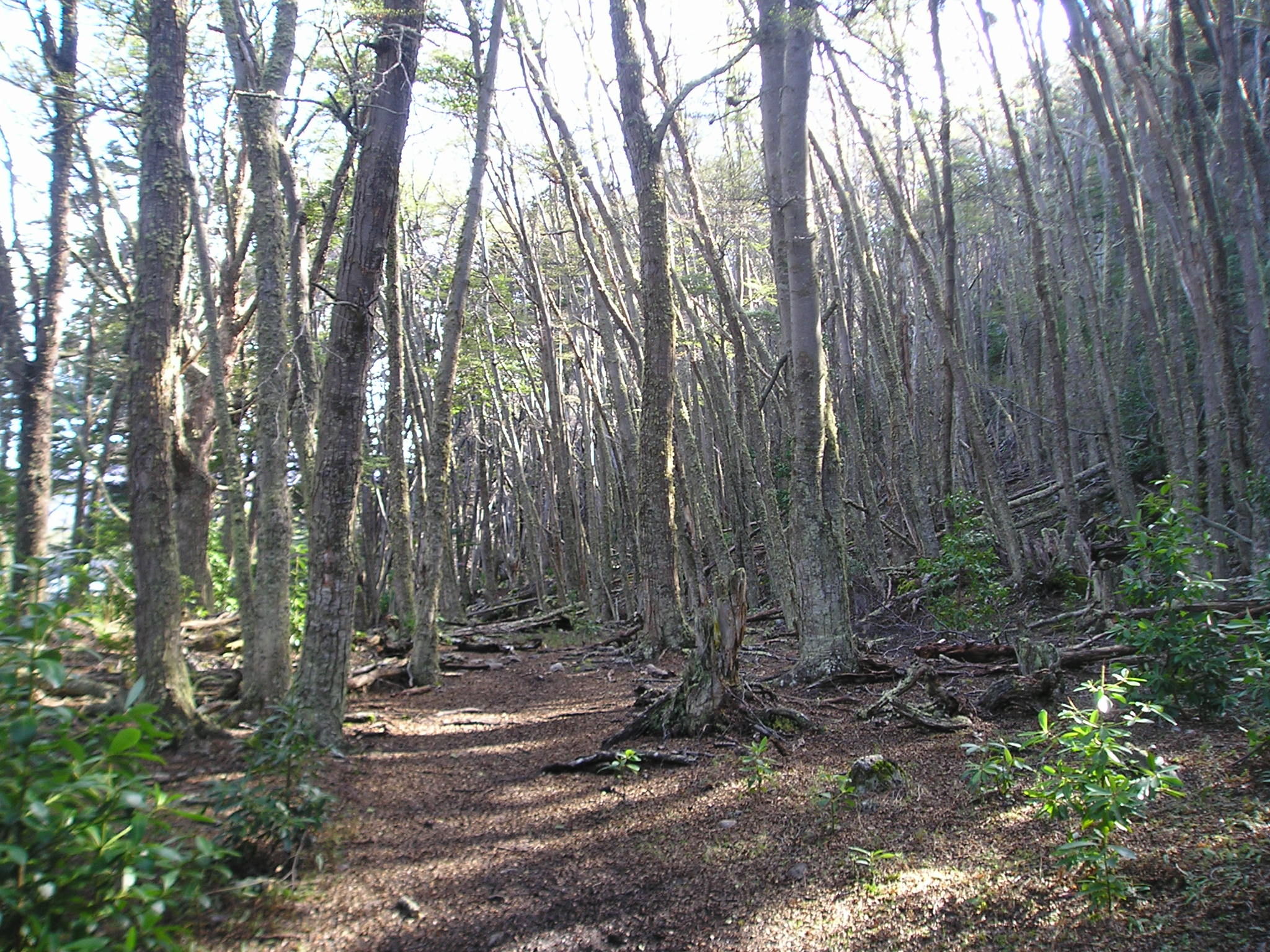
Forêt de Lenga (Nothofagus pumilio)

À l’intérieur de la zone récréative, il existe une dizaine de sentiers pédestres aménagés grâce à des escaliers, des passerelles, des caillebotis, des miradors, etc. Le règlement du parc conseille vivement de les emprunter afin de préserver la nature et son environnement. Ces sentiers ne présentent aucune difficulté technique et sont plutôt de type familial que de type sportif. La seule mise en garde émise par les gardiens du parc est de se prémunir contre les changements soudains et brutaux du climat et de bien gérer le temps de parcours.
Les sentiers sont balisés par des marques jaunes  :
Pampa Alta
De niveau d’effort moyen, la longueur est de 4,9 km (aller) d’une durée estimée à deux heures et demie (une heure jusqu'au panorama). Le départ se fait à l’ensenada Zaratiegi et l’arrivée au secteur du Rio Pipo. Il est possible d’observer un panorama sur le canal Beagle et la vallée du Rio Pipo, ainsi que des perspectives sur les forêts et les rivières.
Costera
De niveau d'effort moyen, la longueur de 8 km (aller) d'une durée estimée à 4 heures. Le départ se fait à l'ensenada Zaratiegi et l'arrivée au lac Roca. Il permet la découverte côtière de la baie Lapataia, canal Beagle, vue sur les montagnes de l'île Hoste (Chili), forêts de guindo et de canelo, vestiges, plages, faune marine.
Hito XXIV
De niveau d'effort moyen, la longueur est de 3,5 km (aller) d'une durée estimée à une heure et demie. Le départ se fait de lac Roca et l'arrivée à la frontière chilienne. Il longe la rive nord/ouest du lac, atteint la frontière chilienne en parcourant un sentier en forêt de lengas.
Cerro Guanaco
De niveau d'effort difficile, la longueur est de 4 km (aller) d'une durée de 4 heures. Le départ se fait au lac Roca et l'arrivée au Cerro Guanaco. On atteint le sommet (970 m) avec un panorama sur la cordillère Darwin, le canal beagle ainsi que sur l'ensemble du parc.
Passeo de la Isla
De niveau d'effort facile, la longueur est de 600 m (aller). Le départ se fait de la ruta 3 (secteur de Lapataia), et l'arrivée au lac Verde.
Curiosités : lagune, rivière, oiseaux aquatiques.
Laguna Negra
De niveau d'effort facile, la longueur est de 950 m (aller). Le départ se fait de la ruta 3 (secteur de Lapataia) et l'arrivée à la laguna Negra. On y observe la faune et la faune lacustre et la formation de tourbières.
Mirador Lapataia
De niveau d'effort facile, la longueur est de 1 km (aller). Le départ se fait de la baie Lapataia et l'arrivée au mirador Lapataia. On atteint un panorama sur la baie Lapataia et ses îles.
Del Turbal
De niveau d'effort facile, la longueur est de 2 km (aller). Le départ se fait de la ruta 3 (secteur de Lapataia) et l'arrivée : baie Lapataia. On observe un ancien barrage de castors, une tourbière.
Castorera
De niveau d'effort facile. La longueur est de 200 m (aller). Le départ se fait de la ruta 3 (secteur de Lapataia) et l'arrivée : ruta 3 (secteur de Lapataia). Il permet d'atteindre un barrage de castors et de constater son impact sur la forêt.
Senda de la Baliza
De niveau d'effort facile, la longueur est de 1 240 m (aller). Le départ se fait de la baie Lapataia et l'arrivée à la balise Lapataia (limite du parc). Il permet la découverte côtière de la baie Lapataia, d'observer un barrage de castors, oiseaux, balise maritime.
Paso de la Oveja
C’est un trek de trois jours qui emprunte en grande partie le parc national, et ceci en dehors de la zone récréative, d’une distance totale de 31,5 km. Le niveau d’effort est difficile.

## Environs
D’autres aires protégées se trouvent dans les environs du parc, comme la réserve provinciale Corazón de la Isla proche de Tolhuin ou bien celles du Chili comme le parc ethnobotanique Omora situé sur l’île Navarino au Chili, les parcs nationaux Cabo de Hornos, Yendegaia et Alberto de Agostini et aussi le Parc naturel de Karukinka au sud de Porvenir.